# 九州自動車道

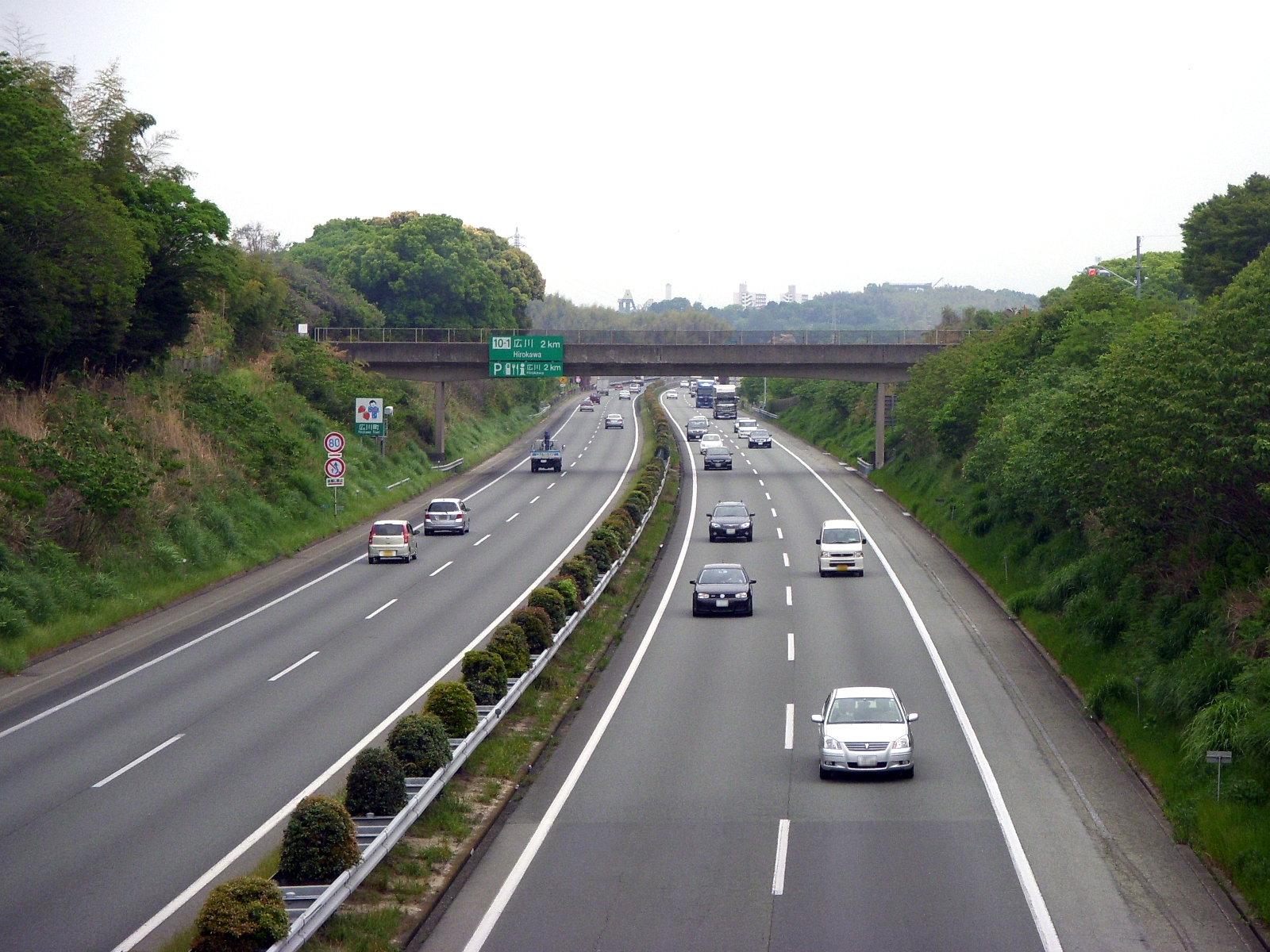
福岡県八女郡広川町・福岡県八女市境界付近（広川IC 2 km手前）

九州自動車道（きゅうしゅうじどうしゃどう、英語: KYUSHU EXPWY）は、福岡県北九州市門司区を起点とし、佐賀県、再び福岡県に入り、熊本県、宮崎県を経由し鹿児島県鹿児島市に至る、総延長 346.3キロメートル (km) の高速道路（高速自動車国道）。略称は九州道（きゅうしゅうどう）である。
全線にわたり、高速道路ナンバリングによる路線番号として「E3」が割り振られており、門司インターチェンジ (IC)  - 福岡IC間はアジアハイウェイ1号線「AH1」にも指定されている。

## 概要
高速自動車国道としての路線名（正式名）である「九州縦貫自動車道鹿児島線」の全区間に相当する。えびのジャンクション (JCT) 以北では「九州縦貫自動車道宮崎線」との重複区間でもあり、加治木ジャンクション (JCT) 以南では東九州自動車道との重複区間でもある。
九州の中央部より、やや西側を南北にほぼ直線に貫く形で建設されており、大部分が国道3号やJR鹿児島本線などと並行する。ただし、熊本県の八代市の八代IC以南は八代海沿岸を通過する国道3号や、九州新幹線とは離れて、九州自動車道は九州山地、矢岳高原、霧島連山栗野岳直下を長大トンネルで貫く短絡ルートとなっている。なお、八代海沿岸には南九州自動車道が九州道から分岐する形で建設されている。
九州を南北に縦貫する高速道路として機能しており、加えて長崎自動車道、大分自動車道、宮崎自動車道など東西方向の高速道路と接続することで、九州本土の各主要都市を相互に連絡する高速交通網としても機能している。なお、北九州・福岡大都市圏の基幹道路となる小倉南IC - 南関IC間では、全区間で交通量が1日4万台以上で場所によっては10万台を超えることもある。

## インターチェンジなど
- IC番号欄の背景色が■である区間は既開通区間に存在する。
施設欄の背景色が■である区間は未開通区間、未供用、休止または廃止施設に該当する。
- スマートインターチェンジ (SIC) 等のETC専用ICは背景色■で示す。
- 路線名の特記がないものは市道。
- バスストップ (BS) のうち、○/●は運用中、◆は休止中の施設。無印はBSなし。
- 英略字は以下の項目を示す。
IC：インターチェンジ、SIC：スマートインターチェンジ、JCT：ジャンクション、SA：サービスエリア、PA：パーキングエリア、TB：本線料金所、BS：バスストップ、TN：トンネル

| IC 番号                                                | 施設名                 | 接続路線名                                                                     | 起点 から (km) | BS          | 備考                                                                 | 所在地          | 所在地                | 所在地          |
| ------------------------------------------------------ | ---------------------- | ------------------------------------------------------------------------------ | -------------- | ----------- | -------------------------------------------------------------------- | --------------- | --------------------- | --------------- |
| E2A 関門橋（関門自動車道）                             |                        |                                                                                |                |             |                                                                      |                 |                       |                 |
| 1                                                      | 門司IC                 | 北九州高速4号線 県道72号黒川白野江東本町線                                     | 0.0            |             |                                                                      | 福岡県          | 北九州市              | 門司区          |
| -                                                      | 畑BS                   | -                                                                              | 4.1            | ◆           |                                                                      | 福岡県          | 北九州市              | 門司区          |
| 1-1                                                    | 新門司IC               | 県道71号新門司港大里線                                                         | 4.4            |             | 北九州JCT方面出入口                                                  | 福岡県          | 北九州市              | 門司区          |
| -                                                      | 吉志PA                 | -                                                                              | 6.2            |             |                                                                      | 福岡県          | 北九州市              | 門司区          |
| -                                                      | 葛原BS                 | -                                                                              | 11.2           | ◆           |                                                                      | 福岡県          | 北九州市              | 小倉南区        |
| 2                                                      | 小倉東IC               | 北九州高速1号線 国道10号（曽根バイパス）                                       | 13.3           |             |                                                                      | 福岡県          | 北九州市              | 小倉南区        |
| 2-1                                                    | 北九州JCT              | E10 東九州自動車道                                                             | 16.4           | -           |                                                                      | 福岡県          | 北九州市              | 小倉南区        |
| 3                                                      | 小倉南IC               | 国道322号                                                                      | 20.2           | ○           |                                                                      | 福岡県          | 北九州市              | 小倉南区        |
| 4                                                      | 八幡IC                 | 北九州高速4号線 国道200号（直方バイパス）                                      | 31.3           | ○           | 北九州高速4号線は 福岡方面のみ接続                                   | 福岡県          | 北九州市              | 八幡西区        |
| -                                                      | 直方PA                 | -                                                                              | 34.9           | ○           | PAは上り線のみ BSは両方向設置                                        | 福岡県          | 直方市                | 直方市          |
| 4-1                                                    | 鞍手IC                 | 県道472号直方鞍手線                                                            | 36.1           |             |                                                                      | 福岡県          | 鞍手郡 鞍手町         | 鞍手郡 鞍手町   |
| -                                                      | 鞍手PA                 | -                                                                              | 36.3           |             | 下り線のみ PAと鞍手ICの相互利用不可                                  | 福岡県          | 鞍手郡 鞍手町         | 鞍手郡 鞍手町   |
| 4-2                                                    | 宮田SIC                | 県道9号室木下有木若宮線（市道経由）                                            | 42.4           |             | 山口方面出入口                                                       | 福岡県          | 宮若市                | 宮若市          |
| 5                                                      | 若宮IC                 | 県道9号室木下有木若宮線                                                        | 45.2           | ○           |                                                                      | 福岡県          | 宮若市                | 宮若市          |
| -                                                      | 古賀SA                 | -                                                                              | 54.5           |             |                                                                      | 福岡県          | 古賀市                | 古賀市          |
| 6                                                      | 古賀IC                 | 県道35号筑紫野古賀線 国道3号（香椎バイパス）                                   | 57.7           |             |                                                                      | 福岡県          | 古賀市                | 古賀市          |
| -                                                      | 青柳BS                 | -                                                                              | 58.7           | ○           |                                                                      | 福岡県          | 古賀市                | 古賀市          |
| -                                                      | 新宮SIC                |                                                                                |                |             | 準備段階調査                                                         | 福岡県          | 糟屋郡                | 新宮町          |
| -                                                      | 立花山BS               | -                                                                              | 62.9           | ○           |                                                                      | 福岡県          | 糟屋郡                | 新宮町          |
| -                                                      | 立花山BS               | -                                                                              | 62.9           | ○           | 久山町                                                               | 福岡県          | 糟屋郡                |                 |
| 7                                                      | 福岡IC                 | 福岡高速4号粕屋線 国道201号                                                    | 68.3           | ◆           |                                                                      | 福岡県          | 福岡市 東区           | 福岡市 東区     |
| 7                                                      | 福岡IC                 | 福岡高速4号粕屋線 国道201号                                                    | 68.3           | ◆           | 糟屋郡                                                               | 福岡県          | 粕屋町                |                 |
| 7-1                                                    | 須恵PA/SIC             | 県道91号志免須恵線                                                             | 73.4           | ◆           | 糟屋郡                                                               | 福岡県          | SICの下り線は町道経由 | 須恵町          |
| -                                                      | 宇美BS                 | -                                                                              | 75.4           | ◆           | 糟屋郡                                                               | 福岡県          |                       | 宇美町          |
| 8                                                      | 太宰府IC               | 福岡高速2号太宰府線 国道3号（福岡南バイパス）                                  | 80.0           | ◆           |                                                                      | 福岡県          | 大野城市              | 大野城市        |
| 8                                                      | 太宰府IC               | 福岡高速2号太宰府線 国道3号（福岡南バイパス）                                  | 80.0           | ◆           | 太宰府市                                                             | 福岡県          |                       |                 |
| -                                                      | 筑紫野BS               | -                                                                              | 84.9           | ○           |                                                                      | 福岡県          | 筑紫野市              | 筑紫野市        |
| 8-1                                                    | 筑紫野IC               | 県道7号筑紫野インター線                                                        | 86.9           |             |                                                                      | 福岡県          | 筑紫野市              | 筑紫野市        |
| -                                                      | 基山PA                 | -                                                                              | 90.8           | ○           | 下り線は筑紫野市 上り線は基山町                                      | 福岡県          | 筑紫野市              | 筑紫野市        |
| -                                                      | 基山PA                 | -                                                                              | 90.8           | ○           | 下り線は筑紫野市 上り線は基山町                                      | 佐賀県          | 三養基郡 基山町       | 三養基郡 基山町 |
| 9                                                      | 鳥栖JCT                | E34 長崎自動車道（鳥栖IC接続） E34 大分自動車道                                | 96.0           | -           |                                                                      | 佐賀県          | 鳥栖市                | 鳥栖市          |
| 9-1                                                    | 小郡鳥栖南SIC          | 佐賀県道・福岡県道14号鳥栖朝倉線                                               | 99.1           | -           |                                                                      | 福岡県          | 小郡市                | 小郡市          |
| -                                                      | 宮の陣BS               | -                                                                              | 102.5          | ○           |                                                                      | 福岡県          | 久留米市              | 久留米市        |
| 10                                                     | 久留米IC               | 国道3号鳥栖久留米道路 国道322号                                                | 105.4          | ○           |                                                                      | 福岡県          | 久留米市              | 久留米市        |
| -                                                      | 久留米南SIC            |                                                                                |                |             | 事業中                                                               | 福岡県          | 久留米市              | 久留米市        |
| 10-1                                                   | 広川IC                 | 県道84号三潴上陽線（バイパス）                                                 | 113.2          | ○           | BSは上り線のみ                                                       | 福岡県          | 八女郡 広川町         | 八女郡 広川町   |
| -                                                      | 広川SA                 | -                                                                              | 113.6          | ○           | BSは下り線のみ 下り線のSAから広川IC、 上下線の広川ICからSAの利用不可 | 福岡県          | 八女郡 広川町         | 八女郡 広川町   |
| 11                                                     | 八女IC                 | 国道442号（八女筑後バイパス）                                                  | 118.4          | ○           |                                                                      | 福岡県          | 八女市                | 八女市          |
| 11                                                     | 八女IC                 | 国道442号（八女筑後バイパス）                                                  | 118.4          | ○           | 筑後市                                                               | 福岡県          |                       |                 |
| -                                                      | 瀬高BS                 | -                                                                              | 122.4          | ○           |                                                                      | 福岡県          | みやま市              | みやま市        |
| 11-1                                                   | みやま柳川IC           | 県道775号本吉小川線（バイパス）                                                | 125.6          |             |                                                                      | 福岡県          | みやま市              | みやま市        |
| -                                                      | 山川PA                 | -                                                                              | 128.0          | ○           |                                                                      | 福岡県          | みやま市              | みやま市        |
| 12                                                     | 南関IC                 | 県道5号大牟田南関線 県道10号南関大牟田北線                                     | 135.0          |             |                                                                      | 熊本県          | 玉名郡                | 南関町          |
| -                                                      | 小原BS                 | -                                                                              | 138.8          | ○           |                                                                      | 熊本県          | 玉名郡                | 南関町          |
| -                                                      | 玉名PA                 | -                                                                              | 142.7          |             |                                                                      | 熊本県          | 玉名郡                | 南関町          |
| 13                                                     | 菊水IC                 | 県道16号玉名山鹿線                                                             | 146.6          | ○           |                                                                      | 熊本県          | 玉名郡                | 和水町          |
| -                                                      | 鹿央BS                 | -                                                                              | 153.6          | ○           |                                                                      | 熊本県          | 山鹿市                | 山鹿市          |
| 14                                                     | 植木IC                 | 国道3号                                                                        | 157.3          | ○           |                                                                      | 熊本県          | 熊本市 北区           | 熊本市 北区     |
| 14-1                                                   | 北熊本SIC              | 県道30号大津植木線（市道経由）                                                 | 162.0          |             |                                                                      | 熊本県          | 熊本市 北区           | 熊本市 北区     |
| -                                                      | 北熊本SA               | -                                                                              | 162.2          |             |                                                                      | 熊本県          | 熊本市 北区           | 熊本市 北区     |
| -                                                      | 熊本北JCT              | 中九州横断道路（事業中）                                                       |                |             |                                                                      | 熊本県          | 熊本市 北区           | 熊本市 北区     |
| -                                                      | 西合志BS               | -                                                                              | 165.7          | ○           |                                                                      | 熊本県          | 合志市                | 合志市          |
| -                                                      | 武蔵ヶ丘BS             | -                                                                              | 169.0          | ○           |                                                                      | 熊本県          | 熊本市                | 北区            |
| 15                                                     | 熊本IC                 | 国道57号（熊本東バイパス）                                                     | 171.2          |             |                                                                      | 熊本県          | 熊本市                | 東区            |
| -                                                      | 託麻PA                 | -                                                                              | 174.3          |             |                                                                      | 熊本県          | 熊本市                | 東区            |
| 15-1                                                   | 益城熊本空港IC         | 県道36号熊本益城大津線                                                         | 176.4          |             |                                                                      | 熊本県          | 上益城郡              | 益城町          |
| -                                                      | 益城BS                 | -                                                                              | 177.5          | ○           |                                                                      | 熊本県          | 上益城郡              | 益城町          |
| 15-2                                                   | 嘉島JCT                | E77 九州中央自動車道                                                           | 180.6          | -           |                                                                      | 熊本県          | 上益城郡              | 嘉島町          |
| 16                                                     | 御船IC                 | 国道445号                                                                      | 183.1          | ◆           |                                                                      | 熊本県          | 上益城郡              | 御船町          |
| -                                                      | 緑川PA                 | -                                                                              | 186.7          |             |                                                                      | 熊本県          | 上益城郡              | 甲佐町          |
| -                                                      | 緑川PA                 | -                                                                              | 186.7          | 熊本市 南区 |                                                                      | 熊本県          |                       |                 |
| 16-1                                                   | 城南BS/SIC             | 県道38号宇土甲佐線                                                             | 188.7          | ○           |                                                                      | 熊本県          |                       |                 |
| 17                                                     | 松橋IC                 | 国道218号                                                                      | 195.1          | ◆           |                                                                      | 熊本県          | 宇城市                | 宇城市          |
| 17-1                                                   | 宇城氷川SIC 氷川高塚BS | 国道3号（町道経由）                                                            | 204.0          | ◆           |                                                                      | 熊本県          | 八代郡 氷川町         | 八代郡 氷川町   |
| -                                                      | 宮原SA                 | -                                                                              | 208.8          | ○           |                                                                      | 熊本県          | 八代郡 氷川町         | 八代郡 氷川町   |
| 18                                                     | 八代IC                 | 国道3号                                                                        | 213.5          | ○           |                                                                      | 熊本県          | 八代市                | 八代市          |
| 18-1                                                   | 八代JCT                | E3A 南九州自動車道                                                             | 214.6          | -           | 八代IC方面のみ接続                                                   | 熊本県          | 八代市                | 八代市          |
| -                                                      | 坂本PA                 | -                                                                              | 222.1          | ◆           |                                                                      | 熊本県          | 八代市                | 八代市          |
| -                                                      | 鮎帰BS                 | -                                                                              | 230.2          | ◆           |                                                                      | 熊本県          | 八代市                | 八代市          |
| -                                                      | 肥後TN                 | -                                                                              | -              | -           | 長さ 6,340m 危険物積載車両通行禁止                                   | 熊本県          | 八代市                | 八代市          |
| -                                                      | 肥後TN                 | -                                                                              | -              | -           | 長さ 6,340m 危険物積載車両通行禁止                                   | 熊本県          | 球磨郡 山江村         |                 |
| -                                                      | 小鶴BS                 | -                                                                              | 242.4          | ◆           |                                                                      | 熊本県          |                       |                 |
| -                                                      | 山江SA                 | -                                                                              | 248.0          | ◆           |                                                                      | 熊本県          |                       |                 |
| 19                                                     | 人吉IC                 | 県道54号人吉インター線                                                         | 252.0          | ○           |                                                                      | 熊本県          |                       |                 |
| 19                                                     | 人吉IC                 | 県道54号人吉インター線                                                         | 252.0          | ○           | 人吉市                                                               | 熊本県          |                       |                 |
| -                                                      | 人吉TB                 | -                                                                              | 252.1          | -           | 1995年7月27日廃止                                                    | 熊本県          |                       |                 |
| 19-1                                                   | 人吉球磨SIC            | 国道219号                                                                      | 255.8          |             | 人吉南BSを移設予定                                                   | 熊本県          |                       |                 |
| -                                                      | 人吉仮出入口           | 国道219号                                                                      | 256.2          |             | 1995年7月27日廃止                                                    | 熊本県          |                       |                 |
| -                                                      | 人吉南BS               | -                                                                              | 256.4          | ◆           |                                                                      | 熊本県          |                       |                 |
| -                                                      | 加久藤TN               | -                                                                              | -              | -           | 長さ 6,264m 危険物積載車両通行禁止                                   | 熊本県          |                       |                 |
| -                                                      | 加久藤TN               | -                                                                              | -              | -           | 長さ 6,264m 危険物積載車両通行禁止                                   | 宮崎県 えびの市 |                       |                 |
| -                                                      | えびのPA               | -                                                                              | 271.9          |             |                                                                      |                 |                       |                 |
| 20                                                     | えびのIC               | 国道268号                                                                      | 274.3          | ○           |                                                                      |                 |                       |                 |
| 21                                                     | えびのJCT              | E10 宮崎自動車道                                                               | 276.3          | -           |                                                                      |                 |                       |                 |
| -                                                      | 吉松PA                 | -                                                                              | 281.6          | ○           |                                                                      | 鹿児島県        | 姶良郡 湧水町         | 姶良郡 湧水町   |
| 22                                                     | 栗野IC                 | 県道55号栗野加治木線                                                           | 290.0          |             |                                                                      | 鹿児島県        | 姶良郡 湧水町         | 姶良郡 湧水町   |
| 23                                                     | 横川IC                 | 県道55号栗野加治木線                                                           | 296.0          |             |                                                                      | 鹿児島県        | 霧島市                | 霧島市          |
| -                                                      | 溝辺PA                 | -                                                                              | 302.7          |             |                                                                      | 鹿児島県        | 霧島市                | 霧島市          |
| -                                                      | 鹿児島空港南BS         | -                                                                              | 308.6          | ○           |                                                                      | 鹿児島県        | 霧島市                | 霧島市          |
| 24                                                     | 溝辺鹿児島空港IC       | 国道504号北薩横断道路                                                          | 309.8          |             |                                                                      | 鹿児島県        | 霧島市                | 霧島市          |
| 25-1 25                                                | 加治木JCT 加治木IC     | E78 東九州自動車道（隼人道路） 国道10号（加治木バイパス） 県道55号栗野加治木線 | 317.5          | -           |                                                                      | 鹿児島県        | 姶良市                | 姶良市          |
| -                                                      | 帖佐BS                 | -                                                                              | 322.2          | ○           |                                                                      | 鹿児島県        | 姶良市                | 姶良市          |
| 25-2                                                   | 桜島SA/SIC             | 市道サービスエリア線 市道鍋倉〜触田線                                          | 323.7          |             |                                                                      | 鹿児島県        | 姶良市                | 姶良市          |
| 26                                                     | 姶良IC                 | 県道57号麓重富停車場線                                                         | 326.2          |             |                                                                      | 鹿児島県        | 姶良市                | 姶良市          |
| -                                                      | 本城BS                 | -                                                                              | 330.6          | ◆           |                                                                      | 鹿児島県        | 鹿児島市              | 鹿児島市        |
| 27                                                     | 薩摩吉田IC             | 県道16号鹿児島吉田線                                                           | 334.8          |             |                                                                      | 鹿児島県        | 鹿児島市              | 鹿児島市        |
| -                                                      | 鹿児島TB               | -                                                                              | 336.7          | -           |                                                                      | 鹿児島県        | 鹿児島市              | 鹿児島市        |
| 28                                                     | 鹿児島北IC             | 国道3号 県道18号鹿児島北インター線                                             | 341.7          |             | 鹿児島IC方面 加治木JCT方面                                           | 鹿児島県        | 鹿児島市              | 鹿児島市        |
| -                                                      | 伊敷BS                 | -                                                                              | 342.0          | ○           |                                                                      | 鹿児島県        | 鹿児島市              | 鹿児島市        |
| 29                                                     | 鹿児島IC               | E3A 南九州自動車道 国道3号（鹿児島バイパス、鹿児島東西幹線道路）               | 346.1          |             | キロポストは346.3KPまで                                              | 鹿児島県        | 鹿児島市              | 鹿児島市        |
| 指宿スカイライン（鹿児島県道17号指宿鹿児島インター線） |                        |                                                                                |                |             |                                                                      |                 |                       |                 |

## 歴史
| 1971 | (6月)植木IC - 熊本IC                                                                             |
| 1972 | (10月)南関IC - 植木IC                                                                            |
| 1973 | (11月)鳥栖JCT - 南関IC (12月)加治木IC - 薩摩吉田IC                                               |
| 1974 |                                                                                                  |
| 1975 | (3月)古賀IC - 鳥栖JCT                                                                            |
| 1976 | (3月)(宮崎自動車道として)えびのIC - えびのJCT (11月)熊本IC - 御船IC、溝辺鹿児島空港IC - 加治木IC |
| 1977 | (7月)若宮IC - 古賀IC (11月)薩摩吉田IC - 鹿児島北IC                                               |
| 1978 | (12月)御船IC - 松橋IC                                                                            |
| 1979 | (3月)八幡IC - 若宮IC                                                                             |
| 1980 | (3月)松橋IC - 八代IC、栗野IC - 溝辺鹿児島空港IC                                                  |
| 1981 | (10月)えびのJCT - 栗野IC                                                                         |
| 1982 |                                                                                                  |
| 1983 |                                                                                                  |
| 1984 | (3月)門司IC - 小倉東IC                                                                           |
| 1985 |                                                                                                  |
| 1986 |                                                                                                  |
| 1987 |                                                                                                  |
| 1988 | (3月)鹿児島北IC - 鹿児島IC、小倉東IC - 八幡IC                                                    |
| 1989 | (12月)八代IC - 人吉仮出入口                                                                      |
| 1990 |                                                                                                  |
| 1991 |                                                                                                  |
| 1992 |                                                                                                  |
| 1993 |                                                                                                  |
| 1994 |                                                                                                  |
| 1995 | (7月)人吉仮出入口 - えびのIC                                                                     |

- 1965年（昭和40年）11月1日 : 「高速自動車国道の路線を指定する政令及び東海道幹線自動車国道建設法施行令の一部を改正する政令」施行により北九州市・熊本市間が「高速自動車国道九州自動車道福岡熊本線」として指定される。
- 1967年（昭和42年）11月22日 : 「高速自動車国道の路線を指定する政令の一部を改正する政令」施行により北九州市・鹿児島市間が「九州縦貫自動車道鹿児島線」として指定される。
- 1971年（昭和46年）6月30日 : 九州自動車道[注釈 3] 植木IC - 熊本IC間開通。
- 1972年（昭和47年） 10月21日 : 南関IC - 植木IC間開通。
- 1973年（昭和48年）
  - 11月16日 : 鳥栖IC - 鳥栖JCT - 南関IC間開通。
  - 12月13日 : 加治木IC - 薩摩吉田IC間開通[19]。
- 1975年（昭和50年）3月13日 : 古賀IC - 鳥栖JCT間開通[20]。
- 1976年（昭和51年）
  - 3月4日 : 宮崎自動車道としてえびのIC - えびのJCT - 高原IC間開通。
  - 11月26日 : 熊本IC - 御船IC間開通。
  - 11月29日 : 溝辺鹿児島空港IC - 加治木IC間開通[19]。
- 1977年（昭和52年）
  - 7月21日 : 若宮IC - 古賀IC間開通。
  - 11月15日 : 薩摩吉田IC - 鹿児島北IC間開通[19]。
- 1978年（昭和53年）12月15日 : 御船IC - 松橋IC間開通。
- 1979年（昭和54年）3月8日 : 八幡IC - 若宮IC間開通。これにより、中国自動車道山口ICから関門橋、北九州道路、北九州直方道路を経由して松橋ICまでが高速道路で結ばれる。
- 1980年（昭和55年）
  - 3月12日 : 松橋IC - 八代IC間開通。
  - 3月22日 : 栗野IC - 溝辺鹿児島空港IC間開通[19]。
- 1981年（昭和56年）10月1日 : えびのJCT - 栗野IC間が開通し、宮崎自動車道えびのIC - えびのJCT間を九州自動車道に編入。
- 1983年（昭和58年）3月24日 : 中国自動車道全線開通により、東名高速道路（または中央自動車道）、名神高速道路、中国自動車道、関門橋、北九州道路、北九州直方道路を経由して東京から八代ICまでが高速道路で結ばれる。
- 1984年（昭和59年）3月27日 : 門司IC - 小倉東IC間開通により関門橋と直結。
- 1985年（昭和60年）3月28日 : 長崎自動車道（当時は九州横断自動車道）佐賀大和IC - 鳥栖IC間開通にあわせ、九州自動車道鳥栖IC - 鳥栖JCT間を長崎自動車道に編入。
- 1987年（昭和62年）2月5日 : 鳥栖JCTで大分自動車道と接続。
- 1988年（昭和63年）
  - 3月29日 : 鹿児島北IC - 鹿児島IC間開通[19]。
  - 3月31日 : 小倉東IC - 八幡IC間の開通により、北九州道路・北九州直方道路経由が解消される(1991年より北九州高速4号線として活用される)。
  - 10月19日 : 鹿児島ICで南九州西回り自動車道と接続。
- 1989年（平成元年）12月7日 : 八代IC - 人吉仮出入口間開通。
- 1992年（平成4年）3月25日 : 加治木ICで隼人道路（東九州自動車道に並行する一般国道自動車専用道路）と接続。
- 1993年（平成5年）3月31日 : 新門司IC開通。
- 1995年（平成7年）7月27日 : 人吉仮出入口 - えびのIC間開通（暫定2車線）により全線開通。これにより、首都高速道路を経由して青森 - 鹿児島間（約2170 km）が完全に高速道路によって結ばれた[注釈 4]。人吉本線料金所、人吉仮出入口廃止。
- 1997年（平成9年）
  - 7月14日 : 八代IC - 人吉IC間（肥後トンネルを除く）4車線化。
  - 11月28日 : 鳥栖JCT - 久留米IC間6車線化。
- 1998年（平成10年）
  - 3月23日 : 広川IC開通。
  - 3月31日 : 筑紫野IC開通。
  - 4月20日 : 八代JCT開設により南九州西回り自動車道と接続。
- 1999年（平成11年）
  - 3月24日 : 益城熊本空港IC開通。
  - 4月14日 : 肥後トンネル前後区間を4車線化。
- 2001年（平成13年）
  - 3月24日 : 鳥栖JCTの九州道下り→長崎道長崎方面を直結する連絡橋「サガンクロス橋」開通。
  - 4月26日 : えびのPA - えびのIC間4車線化。
  - 12月19日 : 加治木JCT開通により、加治木ICの接続部を廃止し加治木JCTで東九州自動車道と接続。
- 2002年（平成14年）: 7月27日 人吉IC - えびのIC間（加久藤トンネルを除く）4車線化。
- 2004年（平成16年）
  - 12月12日 : 人吉IC - えびのIC間4車線化により、全線が4車線以上で完成。
  - 12月18日 : 須恵PAスマートIC社会実験開始。
- 2006年（平成18年）
  - 2月26日 : 北九州JCT開通により東九州自動車道と接続。
  - 10月1日 : 須恵スマートIC本格運用開始。
- 2009年（平成21年）
  - 3月29日 : みやま柳川IC開通。
  - 7月26日 : 平成21年7月中国・九州北部豪雨により須恵PA - 太宰府IC（77.6KP）に法面土砂が崩落し、福岡IC - 太宰府ICが通行止めになる。8月12日に速度規制および厳しい降水量規制付きで通行再開。
- 2011年（平成23年）
  - 2月19日 : 鞍手IC開通。
  - 3月26日 : 宮田スマートIC開通。
- 2014年（平成26年）
  - 3月22日 : 嘉島JCT開通により九州中央自動車道と接続[21]。
  - 3月29日 : 宇城氷川スマートIC開通[21]。

- 2016年（平成28年）

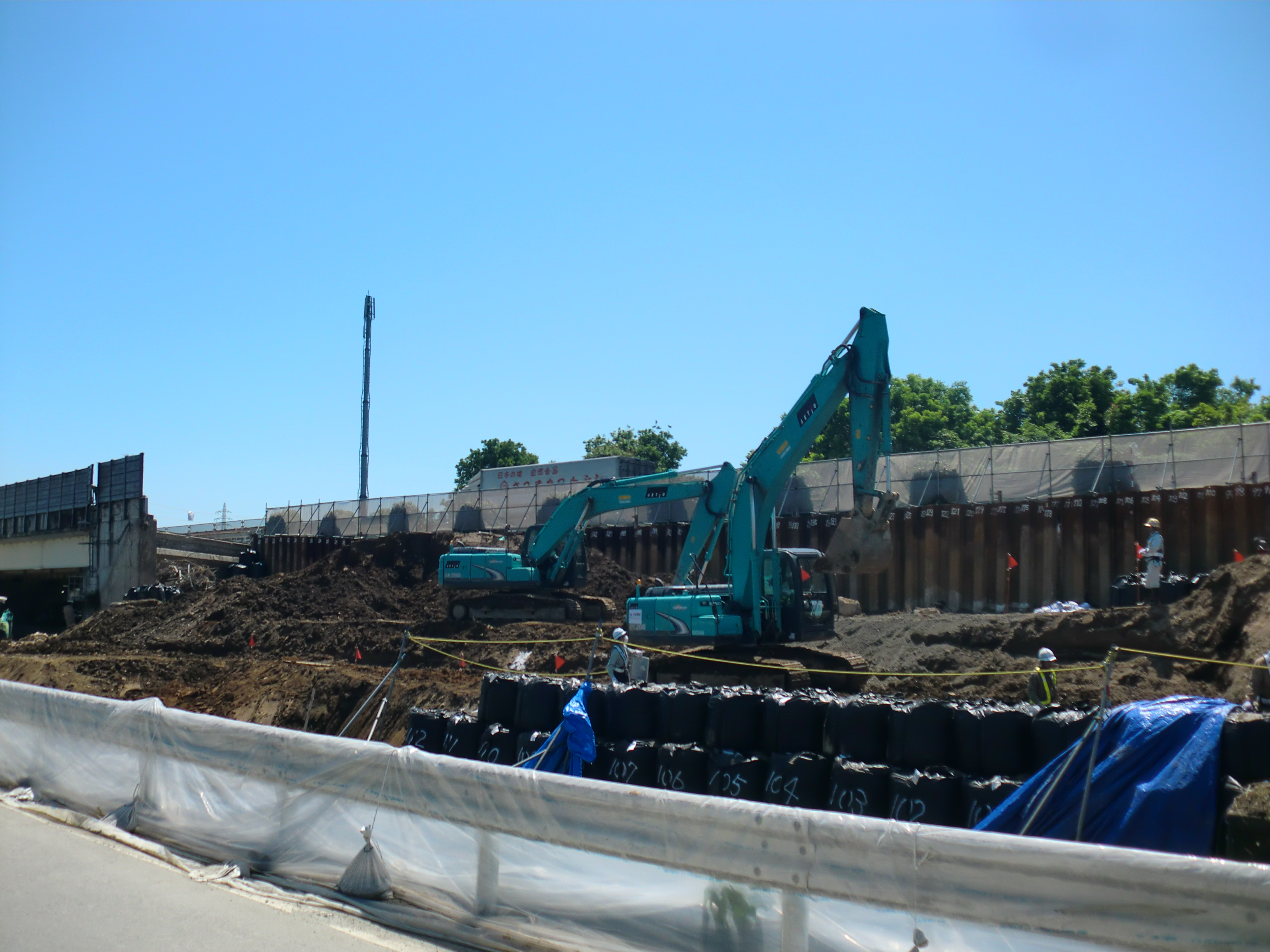
熊本地震により崩壊した本線車道（嘉島JCT-益城熊本空港IC）

  - 4月14日 : 熊本地方を震源とするマグニチュード6.5（暫定値）の地震が発生（熊本地震前震）。のり面の崩落や路面陥没など甚大な被害を受け、南関IC - えびのIC間が通行止めとなる[22]。
  - 4月15日 : この日までに被害が大きかった益城熊本空港IC - 松橋IC間を除き、通行止めを解除。
  - 4月16日 : 未明に熊本地方を震源とするマグニチュード7.3（暫定値）の熊本地震の本震が発生。通行止めの区間が植木IC - 八代IC間に拡大[23]。
  - 4月19日 : 植木IC - 益城熊本空港IC間の通行止めを緊急車両に限り解除[24]。ただし熊本ICは緊急車両も出入りできない。
  - 4月26日 : 嘉島JCT - 八代IC間の通行止めを解除。
  - 4月29日 : 植木IC - 嘉島JCTの通行止めを解除。本線の一部で対面通行区間や速度制限、熊本ICで通行制限が残るものの、一部大型車両を除き九州道の全線で通行可能に[25]。
  - 6月27日 : 熊本ICの通行制限を解除[26]。
- 2017年（平成29年）
  - 4月28日 : 熊本地震の復旧工事による通行制限を解除し全線4車線で復旧[27][28]。
  - 7月9日 : 城南スマートIC開通[29]。
- 2019年（平成31年 / 令和元年）
  - 3月24日 : 北熊本スマートIC供用開始[30]。
  - 3月30日 : 桜島スマートIC（鹿児島IC方面出入口）供用開始[31]。
  - 8月10日 : 人吉球磨スマートIC供用開始[13]。
- 2020年（令和2年）
  - 3月20日 : 桜島スマートIC（加治木JCT方面出口）供用開始[32]。
  - 7月7日 : 3日からの豪雨災害による八代IC〜人吉IC間の通行止めを解除。この区間に並行する国道219号の通行止めが継続されていることから、代替路措置を開始。この区間内の走行に限り利用料金が無料となる[33]。
- 2021年（令和3年）3月13日 : 桜島スマートIC（加治木JCT方面入口）供用開始[34]。
- 2024年（令和6年）6月9日 : 小郡鳥栖南スマートIC供用開始[35]。
- 2025年（令和7年）8月11日 : 集中豪雨により松橋IC - 人吉IC間が通行止。同月13日に松橋IC - 八代IC間下り線が再開[36]。同月14日、全線開通[37]。

## 路線状況

### 車線・最高速度
| 区間                 | 車線   | 車線   | 車線   | 最高速度            | 最高速度              | 最高速度          | 設計速度 | 備考 |
| 区間                 | 上下線 | 上り線 | 下り線 | 大型特殊 三輪・牽引 | 大型貨物 特定中型貨物 | 左記を除く車両    | 設計速度 | 備考 |
| -------------------- | ------ | ------ | ------ | ------------------- | --------------------- | ----------------- | -------- | ---- |
| 門司IC - 小倉東IC    | 4      | 2      | 2      | 80 km/h （法定）    | 90 km/h （法定）      | 100 km/h （法定） | 100 km/h |      |
| 小倉東IC - 北九州JCT | 6      | 3      | 3      | 80 km/h （法定）    | 90 km/h （法定）      | 100 km/h （法定） | 100 km/h |      |
| 北九州JCT - 福智山TN | 4      | 2      | 2      | 80 km/h （法定）    | 90 km/h （法定）      | 100 km/h （法定） | 100 km/h |      |
| 福智山TN - 金剛山TN  | 4      | 2      | 2      | 80 km/h （指定）    | 80 km/h （指定）      | 80 km/h （指定）  | 80 km/h  |      |
| 金剛山TN - 若宮IC    | 4      | 2      | 2      | 80 km/h （法定）    | 90 km/h （法定）      | 100 km/h （法定） | 100 km/h |      |
| 若宮IC - 古賀SA      | 4      | 2      | 2      | 80 km/h （指定）    | 80 km/h （指定）      | 80 km/h （指定）  | 100 km/h | ※2   |
| 古賀SA - 太宰府IC    | 4      | 2      | 2      | 80 km/h （法定）    | 90 km/h （法定）      | 100 km/h （法定） | 100 km/h |      |
| 太宰府IC - 久留米IC  | 6      | 3      | 3      | 80 km/h （法定）    | 90 km/h （法定）      | 100 km/h （法定） | 120 km/h |      |
| 久留米IC - 広川IC    | 4      | 2      | 2      | 80 km/h （指定）    | 80 km/h （指定）      | 80 km/h （指定）  | 100 km/h | ※    |
| 広川IC - 八代JCT     | 4      | 2      | 2      | 80 km/h （法定）    | 90 km/h （法定）      | 100 km/h （法定） | 100 km/h |      |
| 八代JCT - 鹿児島IC   | 4      | 2      | 2      | 80 km/h （指定）    | 80 km/h （指定）      | 80 km/h （指定）  | 80 km/h  |      |

- ※ : 急勾配が続く区間のみでそれ以外は100 km/hである。

八代JCT以北は平地部が大半で、一部区間を除き法定速度（高速自動車国道）で走行できる。一方、八代JCT以南は長大トンネル・急勾配・カーブが続き、しかも一部区間においては危険物積載車の通行制限もかかるため終点の鹿児島ICまで約130 kmにわたり80 km/h規制の区間が続く。

### サービスエリア・パーキングエリア
売店は全てのサービスエリアと吉志PAから玉名PAまでの全てのパーキングエリアと緑川PA、えびのPA、溝辺PA上り線にある。
24時間営業の売店は桜島SA以外の全てのサービスエリアとコンビニ化されている直方PA（上り線）、鞍手PA（下り線）、須恵PA、基山PA、玉名PAにある。
レストランは山江SA以外の全てのサービスエリアに設置されている。
ガソリンスタンドは桜島SA下り線（休止中）を除く全てのサービスエリアに設置されており、山江SA、桜島SA上り線以外は全て24時間営業。
なお、上り線は古賀SA以北（東九州道の今川PAを除く）の九州内のエリア、下り線は山江SA以南にガソリンスタンドのあるSA・PAはない（宮崎道も含めると霧島SAが最終となる。また、夜間は宮原SAが最終となる）。

### トンネル

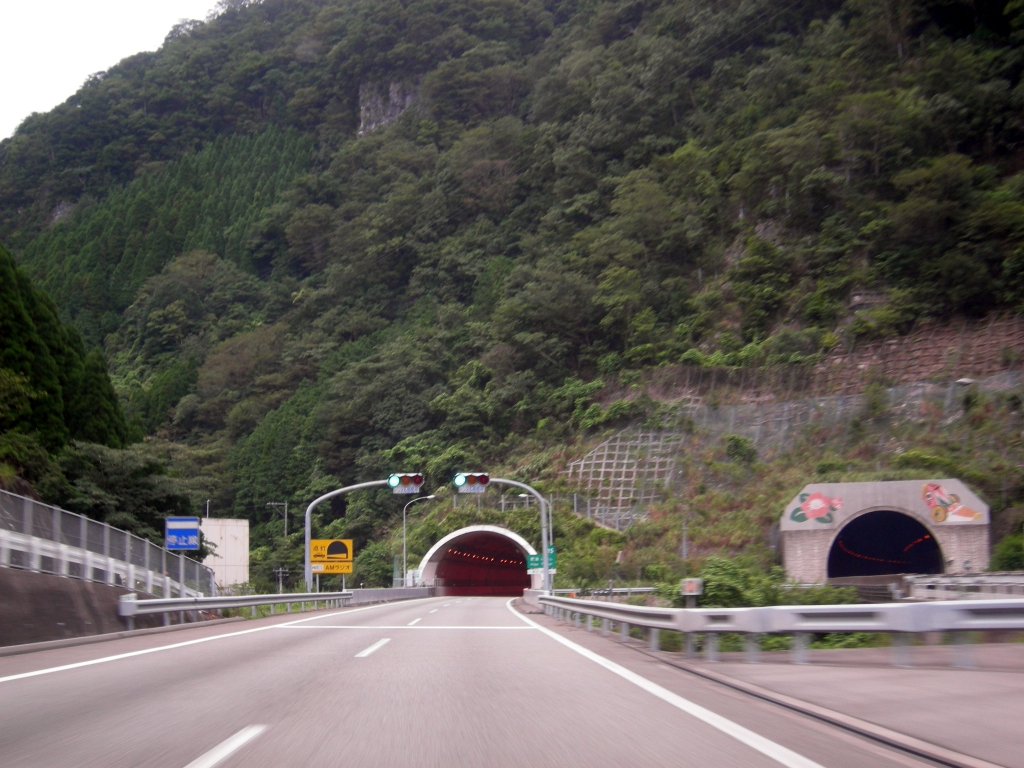
肥後トンネル上り線入口

八代ジャンクション以北はトンネルが5箇所と少ないのに対し、八代ジャンクション以南は28箇所のトンネルが所在する。このうち、八代ジャンクションからえびのインターチェンジまでの区間にトンネルが多くあり、うち人吉インターチェンジまでの区間はトンネルが大小合わせて23箇所連続している。えびのジャンクション以南は、3箇所のトンネルが存在する。
また、道路法による延長5,000 m以上の長大トンネルは、八代ジャンクションから人吉インターチェンジまでの区間に肥後トンネル（九州最長、日本国内11番目）、人吉球磨スマートインターチェンジからえびのインターチェンジまでの区間に加久藤トンネル（九州2位、日本国内12番目）がある。このため、八代ジャンクションからえびのインターチェンジまでの区間は危険物積載車両の通行が禁止されている。
- 門司トンネル（門司IC - 新門司IC）　: 上り線270 m 下り線255 m
- 福智山トンネル（小倉南IC - 八幡IC） : 上り線3,590 m 下り線 3,596.5 m
- 金剛山トンネル（小倉南IC - 八幡IC） : 上り線2,200 m 下り線2,177 m
- 神田トンネル（鞍手IC - 宮田SIC） ： 291 m
- 塚原トンネル（城南SIC - 松橋IC） ： 335 m
  - 下益城郡城南町（現在の熊本市南区）の計画ルート上にあった塚原古墳群を保存するために切通からトンネルに変更する対応が取られ、工事費が26億円増加し供用開始が2年遅れた[38]。
- 大平山トンネル（八代JCT - 坂本PA） : 上り線1,194 m 下り線1,195 m。八代側から1本目。
- 八丁山トンネル（八代JCT - 坂本PA） : 上り線1,954 m 下り線2,030 m。八代側から2本目。
- 段トンネル（八代JCT - 坂本PA）　: 上り線479 m 下り線476 m
- 横石トンネル（八代JCT - 坂本PA）　: 上り線117 m 下り線144 m
- 原女木トンネル（八代JCT - 坂本PA）　: 上り線475 m 下り線470 m
- 生名子トンネル（八代JCT - 坂本PA）　: 上り線827 m 下り線817 m
- 馬廻トンネル（八代JCT　- 坂本PA）　: 上り線213 m 下り線215 m
- 上片岩トンネル（坂本PA　- 山江SA）　: 上り線128 m 下り線153 m
- 坊ノ木場トンネル（坂本PA　- 山江SA）　: 上り線117 m 下り線131 m
- 古屋敷トンネル（坂本PA　- 山江SA）　: 上り線103 m 下り線125 m
- 大手木トンネル（坂本PA　- 山江SA）　: 上り線388 m 下り線385 m
- 日光谷トンネル（坂本PA　- 山江SA）　: 上り線218 m 下り線217 m
- 鮎帰トンネル（坂本PA - 山江SA）：上り線643 m 下り線629 m。八代側から13本目。
人吉市の酒造会社・高橋酒造の焼酎「白岳しろ」の広告に登場する。
- 登俣トンネル（坂本PA　- 山江SA）　: 上り線859 m 下り線847 m
- 肥後トンネル（坂本PA - 山江SA） : 上り線6,331 m 下り線6,340 m （九州地方で最も長いトンネル、全国11番目の延長）八代側から15本目。
- 白岳第一トンネル（坂本PA　- 山江SA）　: 上り線286 m 下り線329 m
- 白岳第二トンネル（坂本PA　- 山江SA）　: 上り線201 m 下り線172 m
- 万恵第一トンネル（坂本PA　- 山江SA）　: 上り線487 m 下り線499 m
- 万恵第二トンネル（坂本PA　- 山江SA）　: 上り線281 m 下り線304 m
- 小鶴トンネル（坂本PA　- 山江SA）　: 上り線182 m 下り線165 m
- 屋形トンネル（坂本PA　- 山江SA）　: 上り線388 m 下り線362 m
- 柚木河内トンネル（坂本PA - 山江SA）　: 上り線591 m 下り線593 m
- 淡島トンネル(坂本PA - 山江SA） : 上り線1,801 m 下り線1,777 m。八代側から23本目。（同区間で最も人吉寄りのトンネル）
- 加久藤トンネル （人吉球磨SIC - えびのPA） : 上り線6,255 m 下り線6,264 m（九州自動車道で2番目に長いトンネル）

八代JCT - えびのICは危険物積載車の通行が禁止されており、該当する車両は国道3号または国道219号（現在一部区間が通行不可）、国道221号、南九州自動車道などを経由して迂回しなければならない。
- 木原トンネル（吉松PA-栗野IC）：上り線1,910 m 下り線1,905 m[39]
- 小野トンネル（鹿児島北IC-鹿児島IC）：上り線461 m 下り線441 m
- 田上トンネル（鹿児島北IC-鹿児島IC）：上り線828 m 下り線882 m[39]

#### トンネルの数
| 区間                   | 上り線 | 下り線 |
| ---------------------- | ------ | ------ |
| 門司IC - 小倉東IC      | 1      | 1      |
| 小倉東IC - 八幡IC      | 2      | 2      |
| 八幡IC - 鞍手IC        | 0      | 0      |
| 鞍手IC - 宮田SIC       | 1      | 1      |
| 宮田SIC - 城南SIC      | 0      | 0      |
| 城南SIC - 松橋IC       | 1      | 1      |
| 松橋IC - 八代JCT       | 0      | 0      |
| 八代JCT - 坂本PA       | 7      | 7      |
| 坂本PA - 山江SA        | 16     | 16     |
| 山江SA - 人吉球磨SIC   | 0      | 0      |
| 人吉球磨SIC - えびのPA | 1      | 1      |
| えびのPA - 吉松PA      | 0      | 0      |
| 吉松PA - 栗野IC        | 1      | 1      |
| 栗野IC - 鹿児島北IC    | 0      | 0      |
| 鹿児島北IC - 鹿児島IC  | 2      | 2      |
| 合計                   | 32     | 32     |

全線でのトンネル数は、八代JCTと人吉ICの区間は九州道で一番長い肥後トンネルも含め、合計で23本と連続でトンネルを通過する。これは、九州道の全トンネル数の3分の2以上を占める。このため、八代IC - 人吉ICは距離が38.5 kmあり、日本の高速道路でIC区間距離が最長である。

### 主な橋

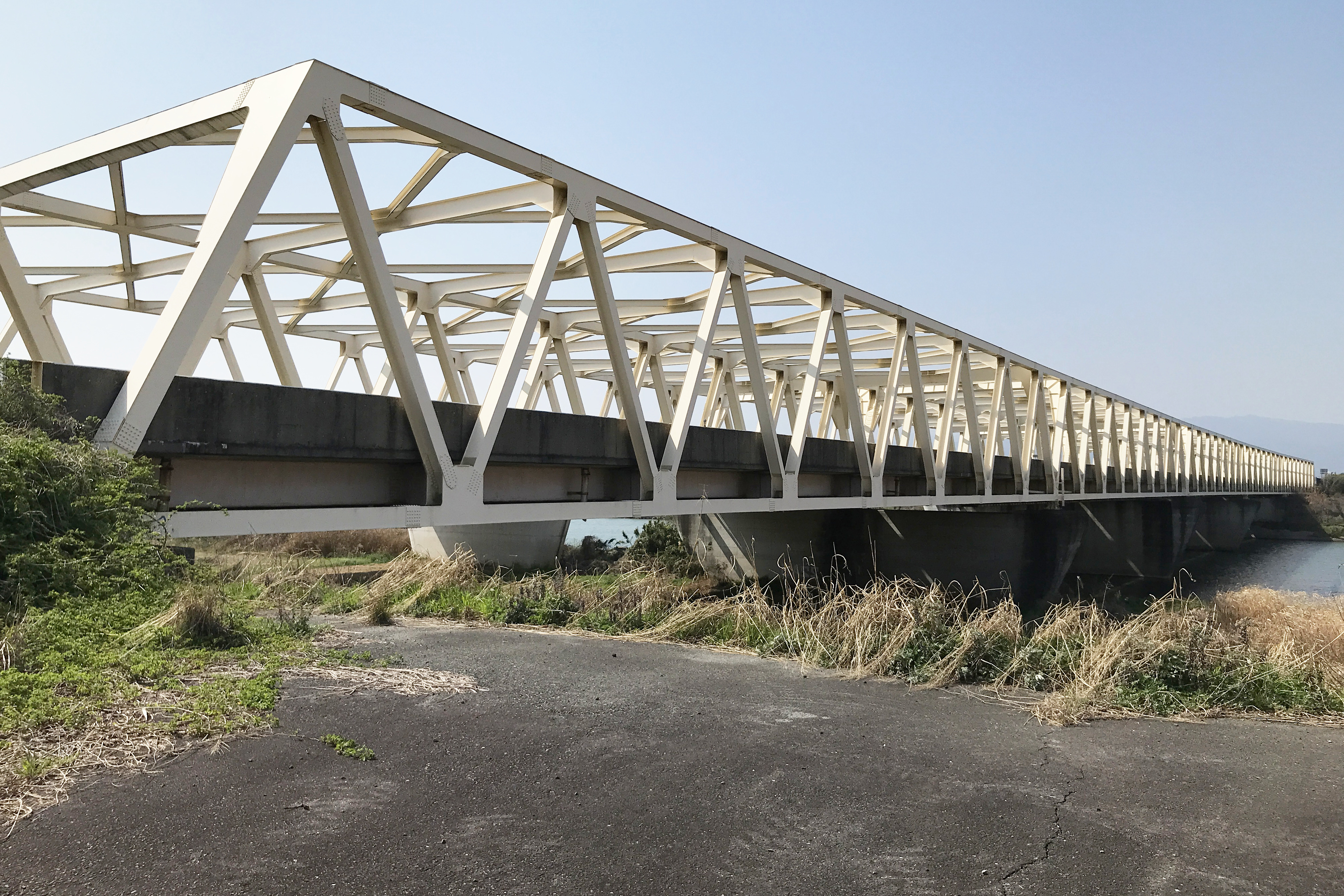
筑後川大橋

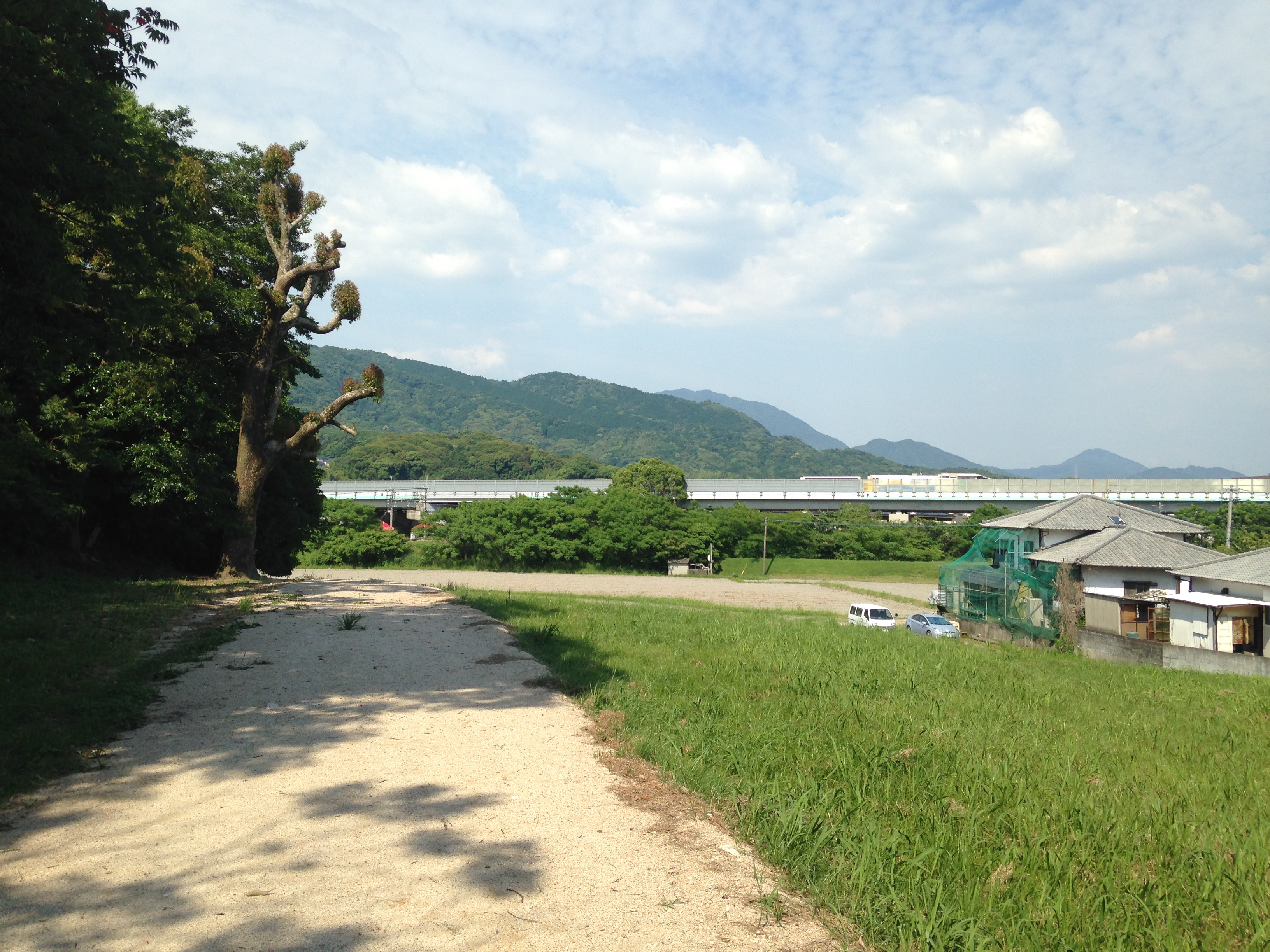
水城跡を横断する水城高架橋

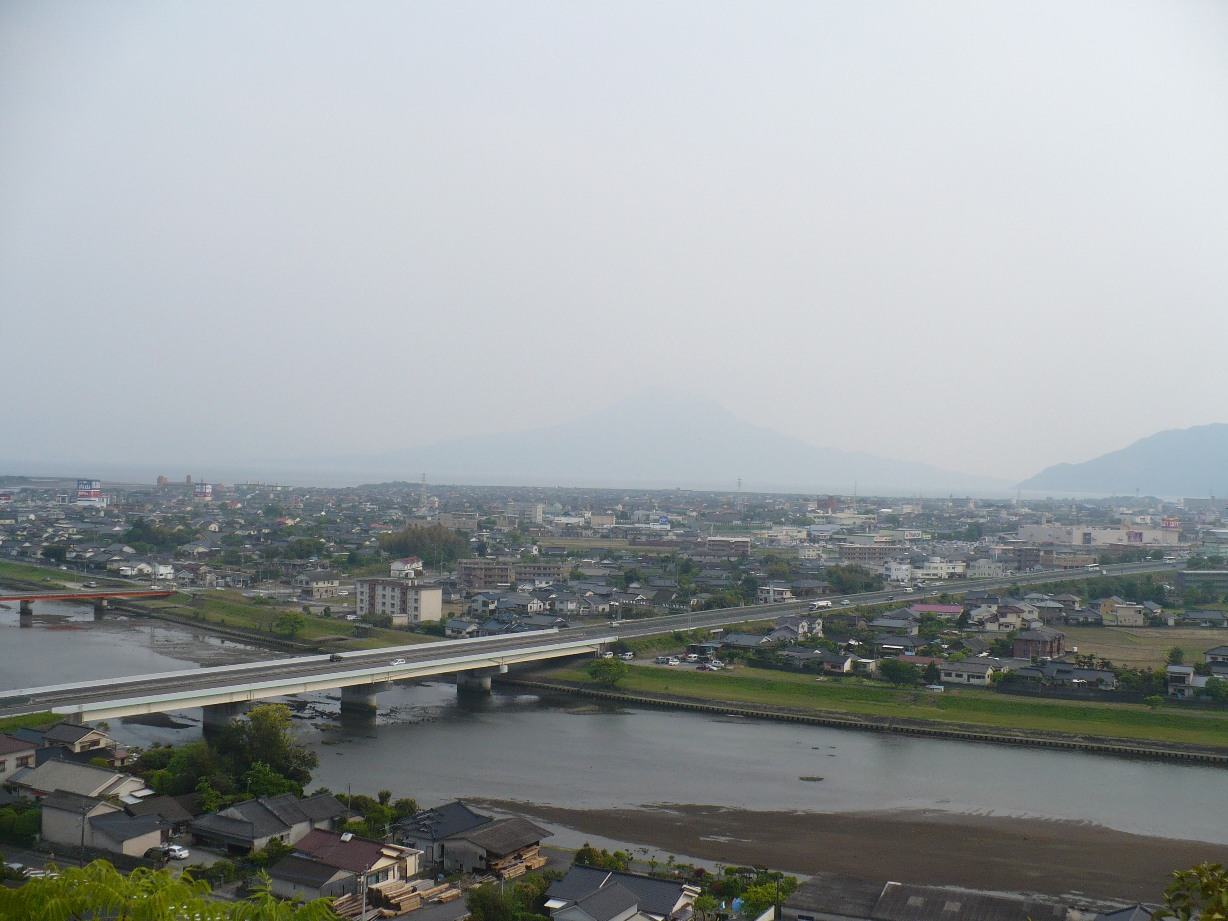
別府川橋

一級河川に架かる橋、道路上に案内表示がある橋を掲載する。
- 遠賀川橋（八幡IC - 鞍手IC）：500m
  - 山陽新幹線遠賀川橋梁と並走
- 水城高架橋（太宰府IC - 筑紫野IC）:700m
  - 案内表示上は「水城堤」（下り線のみ）。福岡県道574号、福岡県道112号、国道3号、西鉄天神大牟田線、水城堤跡、御笠川を越える高架橋。
- 筑後川橋（鳥栖JCT - 久留米IC）：389m
- 矢部川橋（八女IC - みやま柳川IC）：371m
- 菊池川橋（南関IC - 菊水IC）：240m
- 白川橋（北熊本スマートIC - 熊本IC）：240m
- 御船川橋（御船IC - 城南スマートIC）：160m
- 緑川橋（御船IC - 城南スマートIC）：436m
- 氷川橋（宇城氷川スマートIC - 八代IC）：270m
- 球磨川第一橋（八代JCT - 人吉IC）：371m
- 球磨川第二橋（八代JCT - 人吉IC）：242m　※現地表示なし
- 球磨川第三橋（人吉IC - 人吉球磨スマートIC）：480m
- 川内川橋（人吉球磨スマートIC - えびのIC）：270m
- 別府川橋（加治木JCT/IC - 姶良IC）：150m

### 道路管理者
2005年10月の道路公団民営化後は、全区間を西日本高速道路九州支社が管理・運営している。
- 北九州高速道路事務所下関社屋 : 門司IC - 小倉東IC
- 北九州高速道路事務所 : 小倉東IC - 福岡IC
- 久留米高速道路事務所 : 福岡IC - みやま柳川IC
- 熊本高速道路事務所 : みやま柳川IC - えびのIC
- 宮崎高速道路事務所 : えびのIC-栗野IC
- 鹿児島高速道路事務所 : 栗野IC-鹿児島IC

#### ハイウェイラジオ
- 古賀（若宮IC - 古賀IC）
- 基山（筑紫野IC - 鳥栖JCT）
- 北熊本（植木IC - 熊本IC）
- 桜島（加治木JCT - 姶良IC）

### 交通量
24時間交通量（台）　道路交通センサス
| 区間                            | 平成17（2005）年度 | 平成22（2010）年度 | 平成27（2015）年度 | 令和3（2021）年度 |
| ------------------------------- | ------------------ | ------------------ | ------------------ | ----------------- |
| 門司IC - 新門司IC               | 21,462             | 24,762             | 26,694             | 25,650            |
| 新門司IC - 小倉東IC             | 24,723             | 28,831             | 31,317             | 30,289            |
| 小倉東IC - 北九州JCT            | 28,946             | 33,827             | 40,308             | 39,902            |
| 北九州JCT - 小倉南IC            | 28,946             | 35,392             | 39,042             | 37,024            |
| 小倉南IC - 八幡IC               | 33,505             | 39,704             | 43,119             | 40,312            |
| 八幡IC - 鞍手IC                 | 51,821             | 55,229             | 59,749             | 55,751            |
| 鞍手IC - 宮田SIC                | 51,821             | 55,229             | 61,039             | 57,389            |
| 宮田SIC - 若宮IC                | 51,821             | 55,229             | 59,067             | 55,590            |
| 若宮IC - 古賀IC                 | 52,615             | 56,464             | 61,452             | 57,805            |
| 古賀IC - 福岡IC                 | 52,615             | 60,519             | 65,779             | 61,681            |
| 福岡IC - 須恵PASIC              | 44,505             | 48,673             | 51,476             | 50,521            |
| 須恵PASIC - 太宰府IC            | 45,116             | 48,536             | 51,630             | 50,564            |
| 太宰府IC - 筑紫野IC             | 90,726             | 89,451             | 101,703            | 92,826            |
| 筑紫野IC - 鳥栖JCT              | 95,963             | 95,617             | 103,090            | 92,803            |
| 鳥栖JCT - 久留米IC              | 61,681             | 64,616             | 67,472             | 60,513            |
| 久留米IC - 広川IC               | 56,792             | 60,034             | 58,938             | 53,018            |
| 広川IC - 八女IC                 | 50,637             | 53,937             | 53,534             | 47,572            |
| 八女IC - みやま柳川IC           | 42,168             | 46,935             | 46,616             | 41,078            |
| みやま柳川IC - 南関IC           | 42,168             | 44,057             | 43,098             | 37,842            |
| 南関IC - 菊水IC                 | 35,420             | 37,339             | 36,776             | 32,550            |
| 菊水IC - 植木IC                 | 34,908             | 36,592             | 36,472             | 32,580            |
| 植木IC - 北熊本SIC              | 34,927             | 36,214             | 35,766             | 32,791            |
| 北熊本SIC - 熊本IC              | 34,927             | 36,214             | 35,766             | 33,062            |
| 熊本IC - 益城熊本空港IC         | 28,103             | 28,726             | 28,829             | 29,064            |
| 益城熊本空港IC - 嘉島JCT        | 30,464             | 30,735             | 31,194             | 32,360            |
| 嘉島JCT - 御船IC                | 30,464             | 30,735             | 30,684             | 30,902            |
| 御船IC - 城南SIC                | 29,625             | 30,370             | 30,690             | 31,050            |
| 城南SIC - 松橋IC                | 29,625             | 30,370             | 30,690             | 29,452            |
| 松橋IC - 宇城氷川SIC            | 26,136             | 27,612             | 28,103             | 27,368            |
| 宇城氷川SIC - 八代IC            | 26,136             | 27,612             | 27,731             | 26,363            |
| 八代IC - 八代JCT                | 23,094             | 25,081             | 24,446             | 25,978            |
| 八代JCT - 人吉IC                | 19,275             | 19,759             | 19,949             | 20,911            |
| 人吉IC - 人吉球磨SIC            | 13,812             | 14,601             | 15,267             | 12,533            |
| 人吉球磨SIC - えびのIC          | 13,812             | 14,601             | 15,267             | 12,668            |
| えびのIC - えびのJCT            | 13,641             | 14,400             | 14,830             | 12,351            |
| えびのJCT - 栗野IC              | 10,066             | 10,191             | 11,102             | 08,910            |
| 栗野IC - 横川IC                 | 10,909             | 11,244             | 12,045             | 09,880            |
| 横川IC - 溝辺鹿児島空港IC       | 11,227             | 11,764             | 12,396             | 10,324            |
| 溝辺鹿児島空港IC - 加治木JCT/IC | 15,211             | 15,176             | 16,189             | 12,336            |
| 加治木JCT/IC - 桜島SASIC        | 23,189             | 24,652             | 26,458             | 23,817            |
| 桜島SASIC - 姶良IC              | 23,189             | 24,652             | 26,458             | 23,817            |
| 姶良IC - 薩摩吉田IC             | 24,908             | 26,601             | 28,384             | 25,833            |
| 薩摩吉田IC - 鹿児島北IC         | 25,566             | 27,469             | 29,560             | 28,045            |
| 鹿児島北IC - 鹿児島IC           | 23,532             | 26,618             | 26,831             | 25,535            |

（出典：「平成22年度道路交通センサス」・「平成27年度全国道路・街路交通情勢調査」・「令和3年度全国道路・街路交通情勢調査」（国土交通省ホームページ）より一部データを抜粋して作成）
- 令和2年度に実施予定だった交通量調査は、新型コロナウイルスの影響で延期された[40]。

2002年度（平成14年）度
区間別日平均交通量
- 門司IC - えびのIC・鳥栖JCT - 鳥栖第一IC（区間平均） : 38,279台（前年度比99.0%）
- えびのIC - えびのJCT : 14,884台（前年度比99.7%）
- えびのJCT - 鹿児島IC・加治木JCT - 加治木IC（区間平均） : 17,259台（前年度比98.6%）

区間別に見ると筑紫野IC - 鳥栖JCTが94,234台（前年度比99.3%）で最大である。
特に太宰府IC～鳥栖JCTまでの区間交通量は特に多い。これは福岡市方面から九州道方面の他、長崎道方面と大分道方面の利用車が集中するためであり、この関係で区間内の基山PAに関しては、SAと同等の規模となっている。
八幡IC～福岡ICまでの区間も、太宰府IC～鳥栖JCTに次いで交通量が多く、九州道の通し利用車に加え、福岡市から北九州市までの利用車が九州道のこの区間だけを通行する傾向が殆どのためである。
八幡ICから鳥栖JCTまでの休憩施設は、交通量が特に多いため、直前に休憩施設混雑情報板が設置されている。

## 地理

### 通過する自治体
- 福岡県
  - 北九州市（門司区 - 小倉南区 - 八幡東区 - 八幡西区） - 直方市 - 鞍手郡鞍手町 - 宮若市 - 福津市 - 古賀市 - 糟屋郡新宮町 - 糟屋郡久山町 - 福岡市（東区） - 糟屋郡粕屋町 - 糟屋郡須恵町 - 糟屋郡宇美町 - 大野城市 - 太宰府市 - 筑紫野市
- 佐賀県
  - 三養基郡基山町 - 鳥栖市
- 福岡県
  - 小郡市 - 久留米市 - 八女郡広川町 - 八女市 - 筑後市 - みやま市 - 大牟田市
- 熊本県
  - 玉名郡南関町 - 玉名郡和水町 - 山鹿市 - 熊本市（北区） - 合志市 - 菊池郡菊陽町 - 熊本市（北区 - 東区） - 上益城郡益城町 - 熊本市（東区） - 上益城郡益城町 - 上益城郡嘉島町 - 上益城郡御船町 - 上益城郡甲佐町 - 熊本市（南区） - 上益城郡甲佐町 - 熊本市（南区） - 宇城市 - 八代郡氷川町 - 八代市 - 球磨郡山江村 - 人吉市
- 宮崎県
  - えびの市
- 鹿児島県
  - 姶良郡湧水町 - 霧島市 - 姶良市 - 鹿児島市

### 接続する高速道路

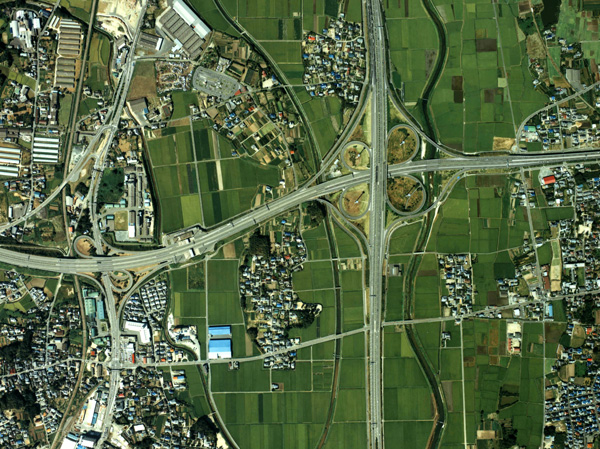
九州自動車道・長崎自動車道・大分自動車道が接続する鳥栖JCT
サガンクロス橋設置前の1987年撮影

- E2A 関門自動車道（関門橋）（門司ICで直結）
- 北九州高速4号線（門司ICで接続）
- 北九州高速1号線（小倉東ICで接続）
- E10 東九州自動車道（北九州JCTで接続）
- 北九州高速4号線（八幡ICで接続）
- 福岡高速4号粕屋線（福岡ICで接続）
- 福岡高速2号太宰府線（太宰府ICで接続）
- E34 長崎自動車道（鳥栖JCTで接続）
- E34 大分自動車道（鳥栖JCTで接続）
- E77 九州中央自動車道（嘉島JCTで接続）
- E3A 南九州西回り自動車道（八代JCTで接続）
- E10 宮崎自動車道（えびのJCTで接続）
- E78 東九州自動車道（隼人道路）（加治木JCTで接続）
- E3A 南九州西回り自動車道（鹿児島ICで接続）
- 指宿スカイライン（鹿児島ICで接続）
- 鹿児島東西幹線道路（鹿児島ICで接続）

## ギャラリー

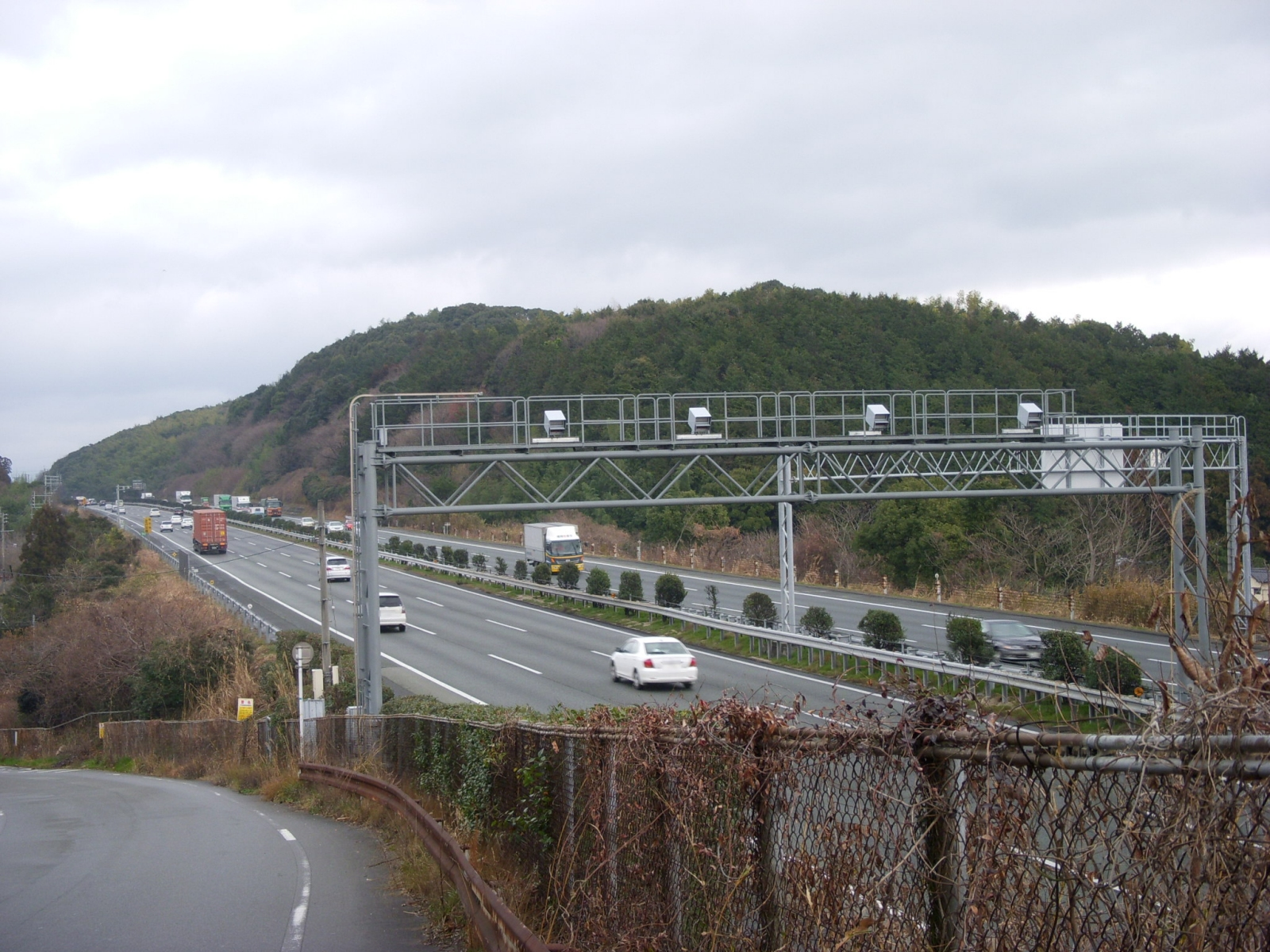
基山パーキングエリア付近
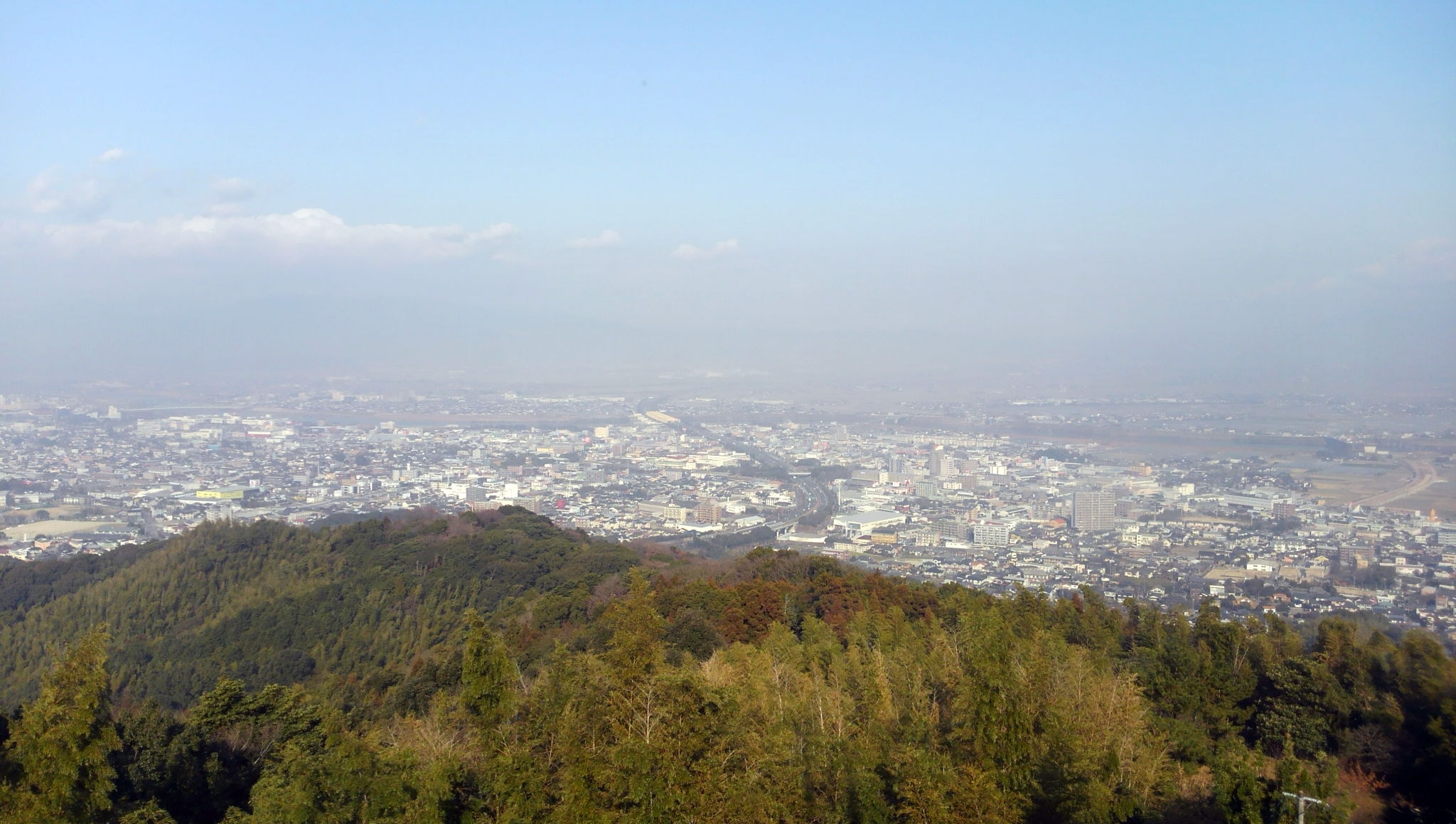
高良大社展望台から望む九州自動車道と筑後平野
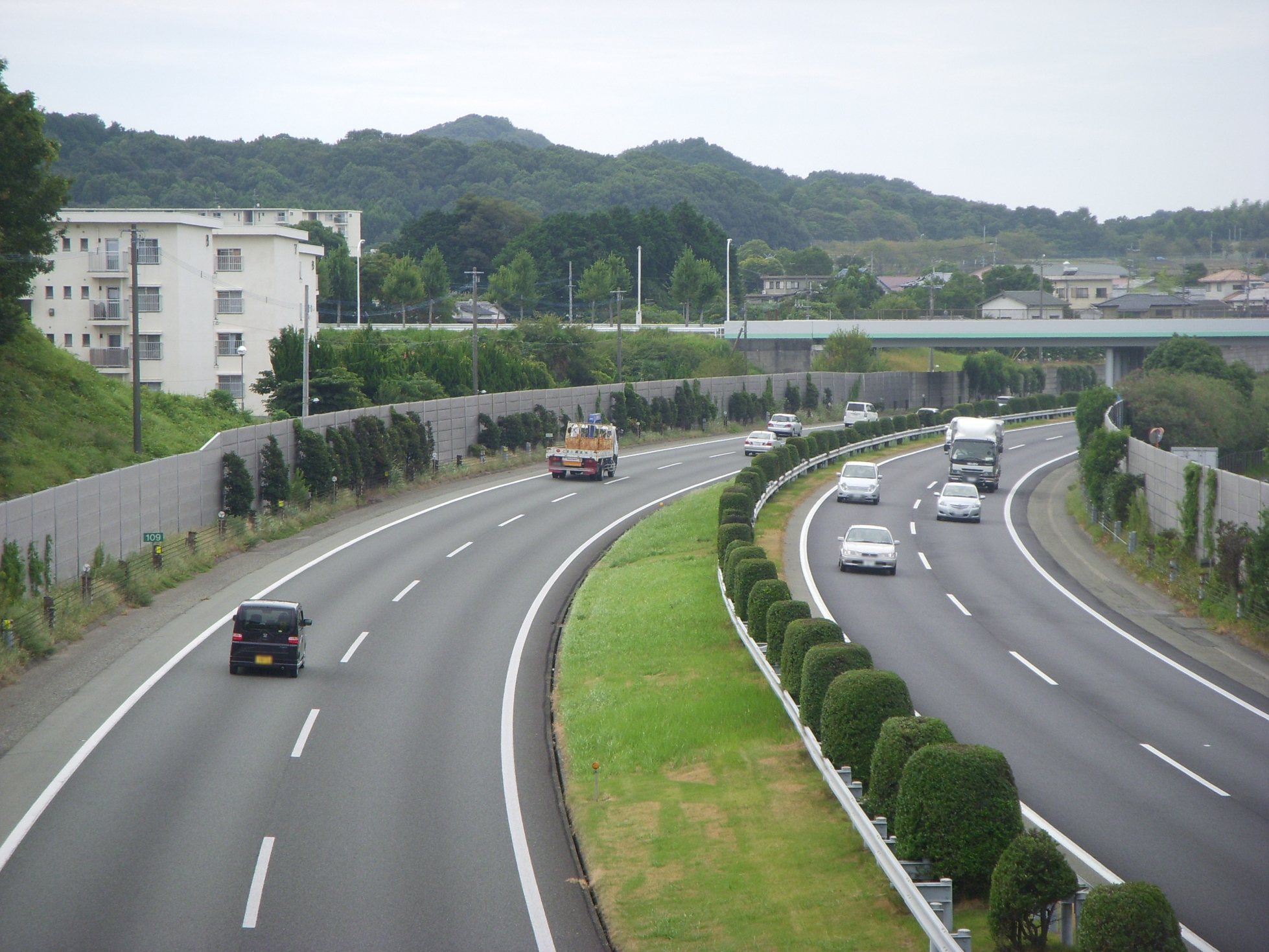
久留米市高良内町付近の急カーブ
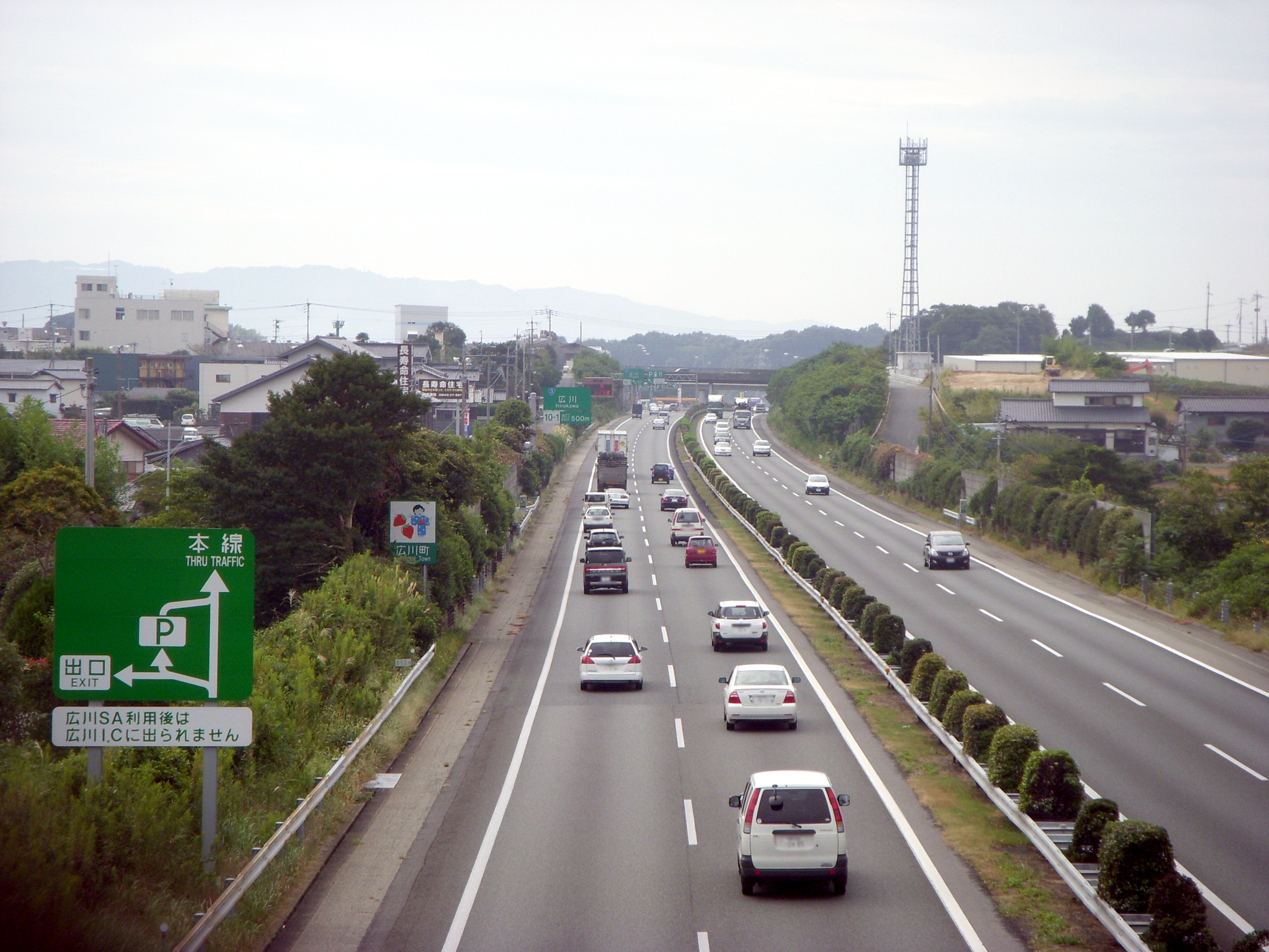
広川IC付近
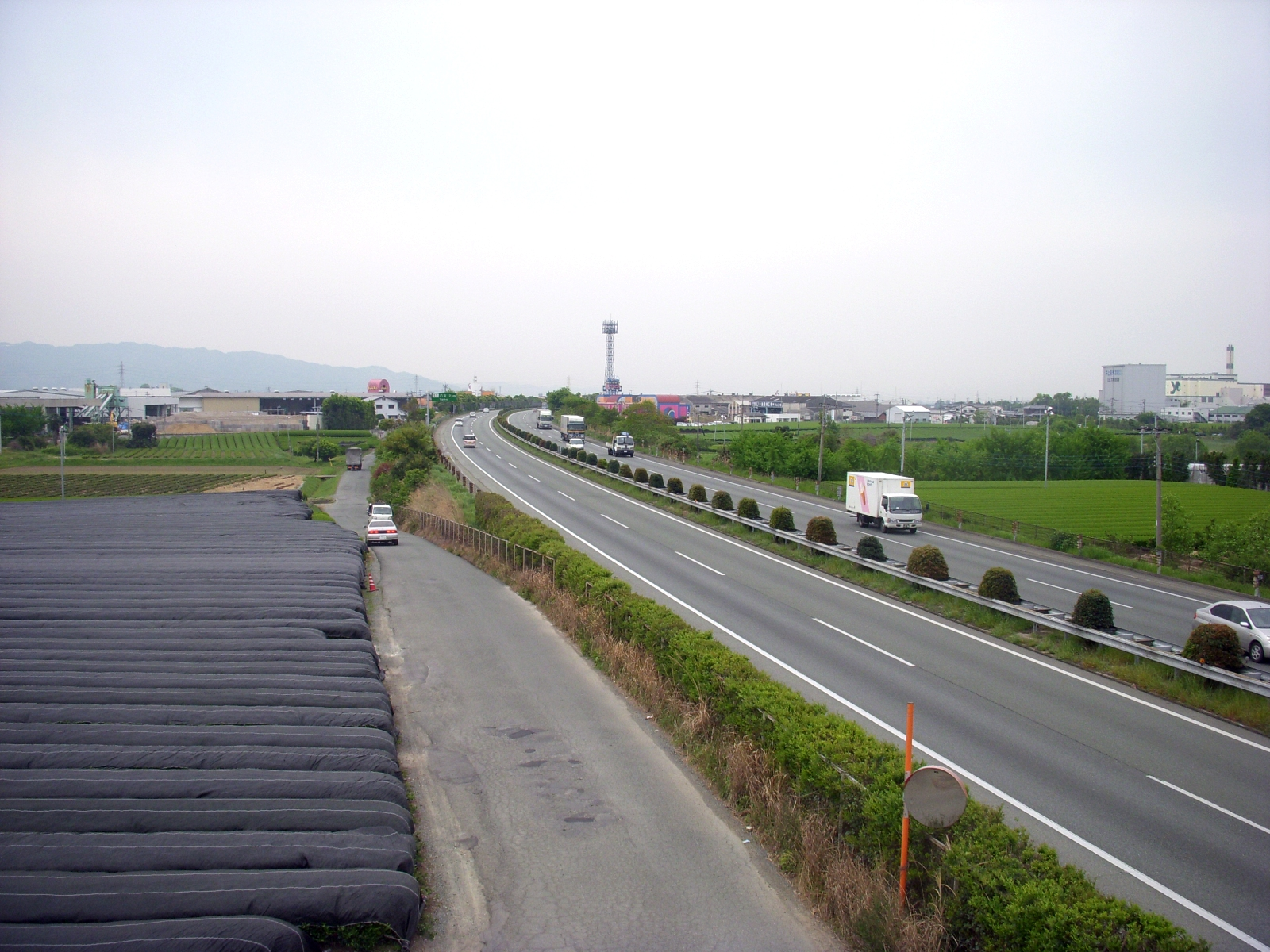
八女茶畑と九州自動車道
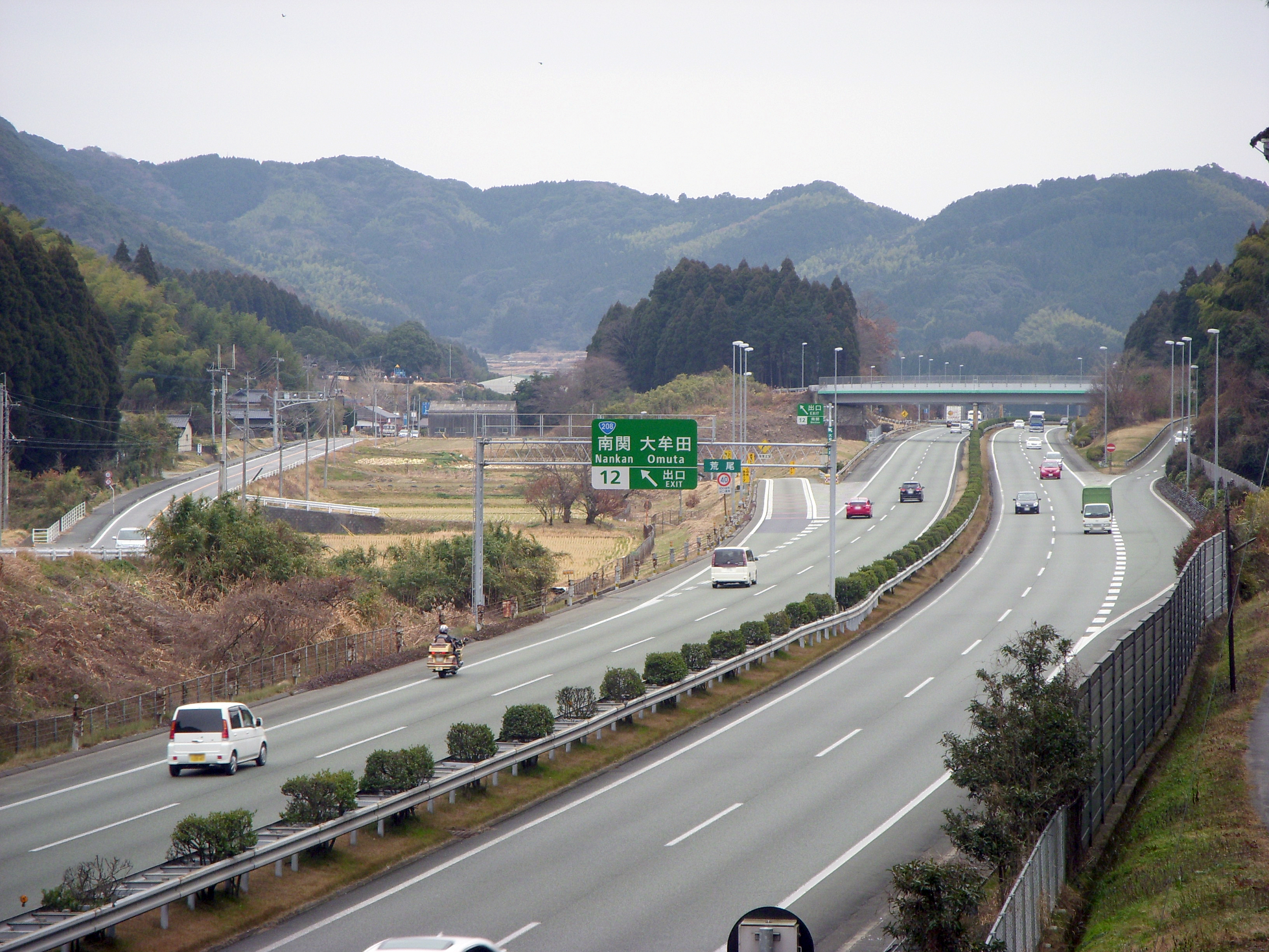
南関IC付近
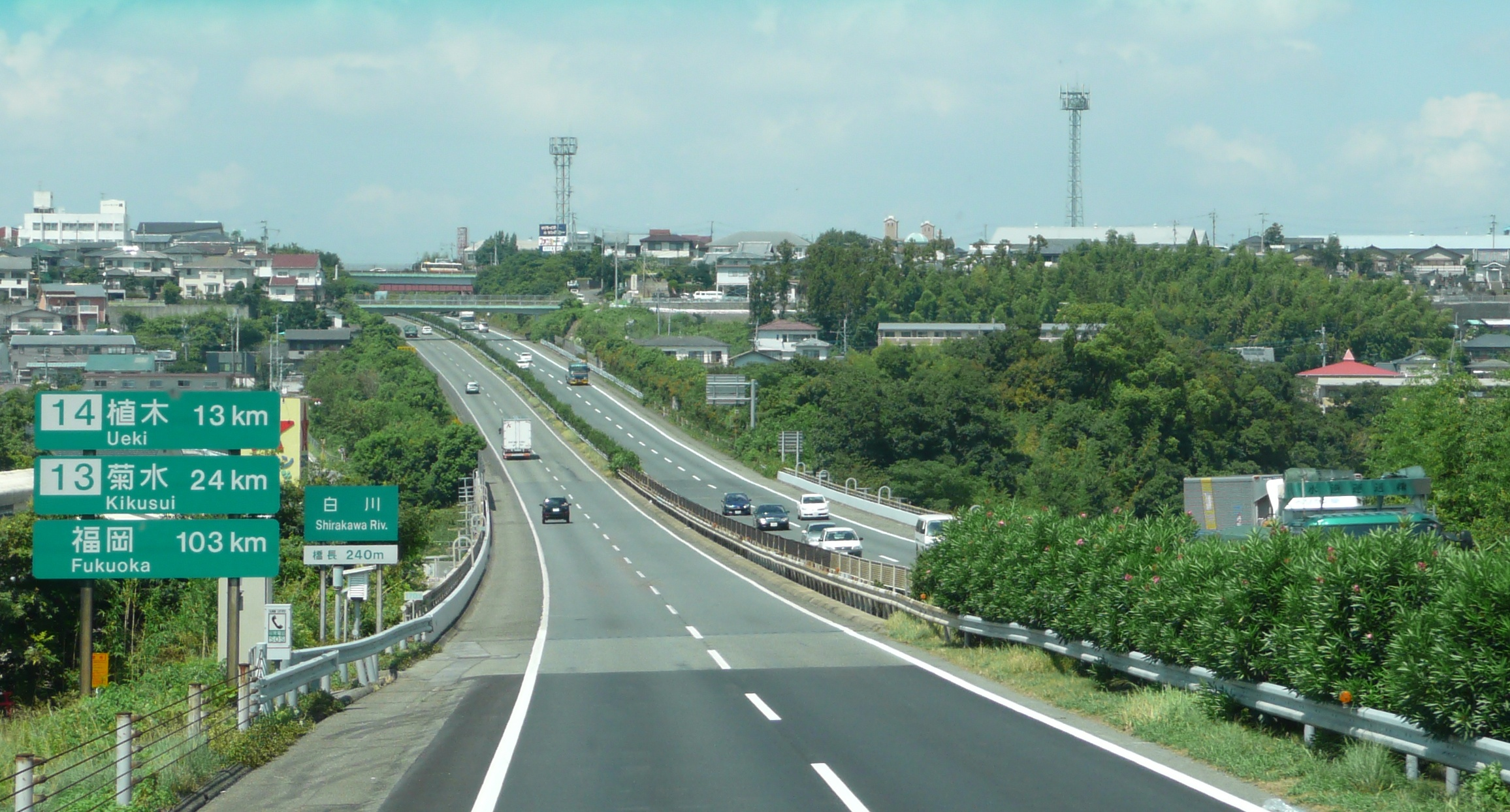
熊本県熊本市（上り線 熊本IC - 植木IC）
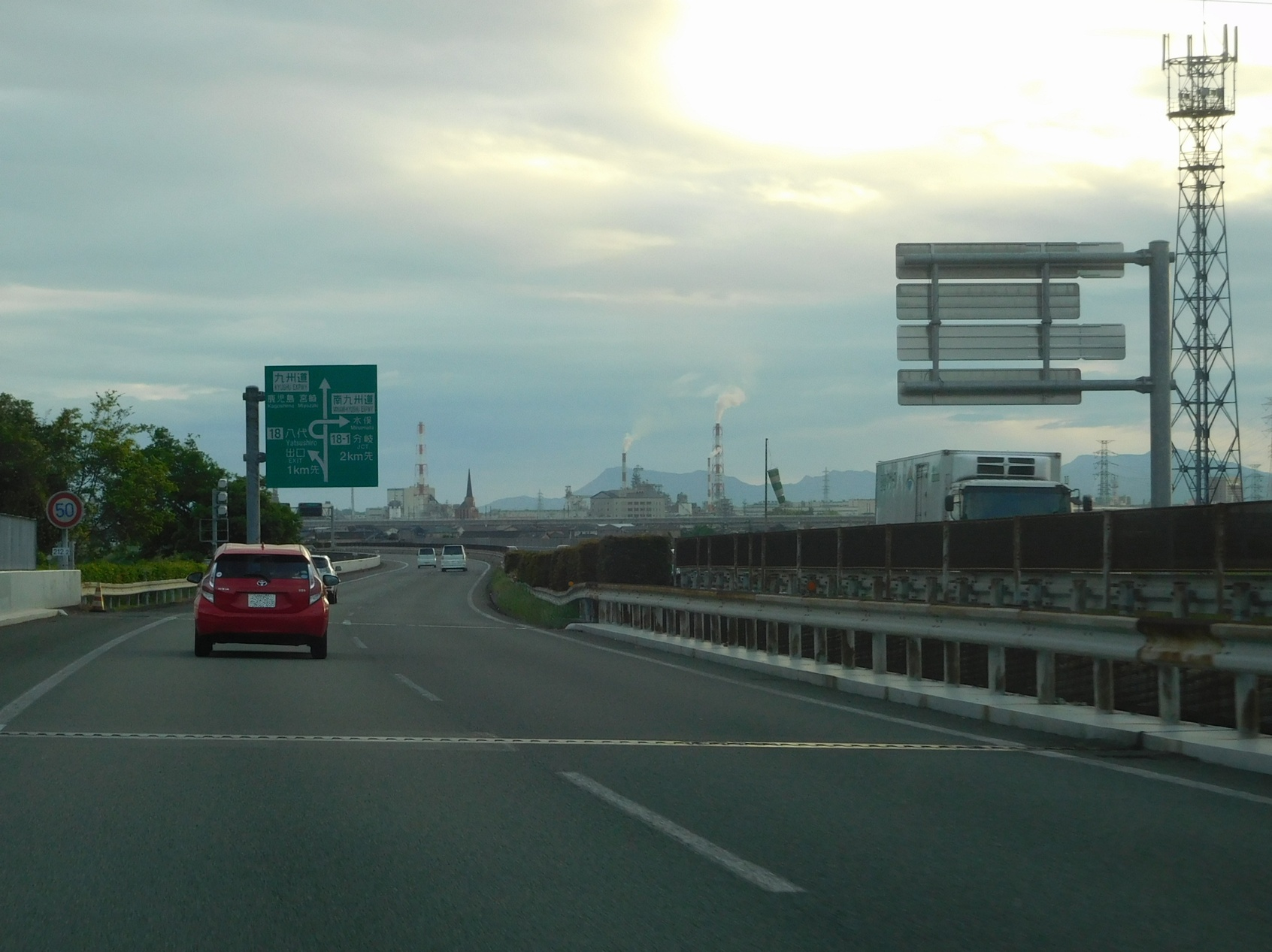
熊本県八代市（下り線）
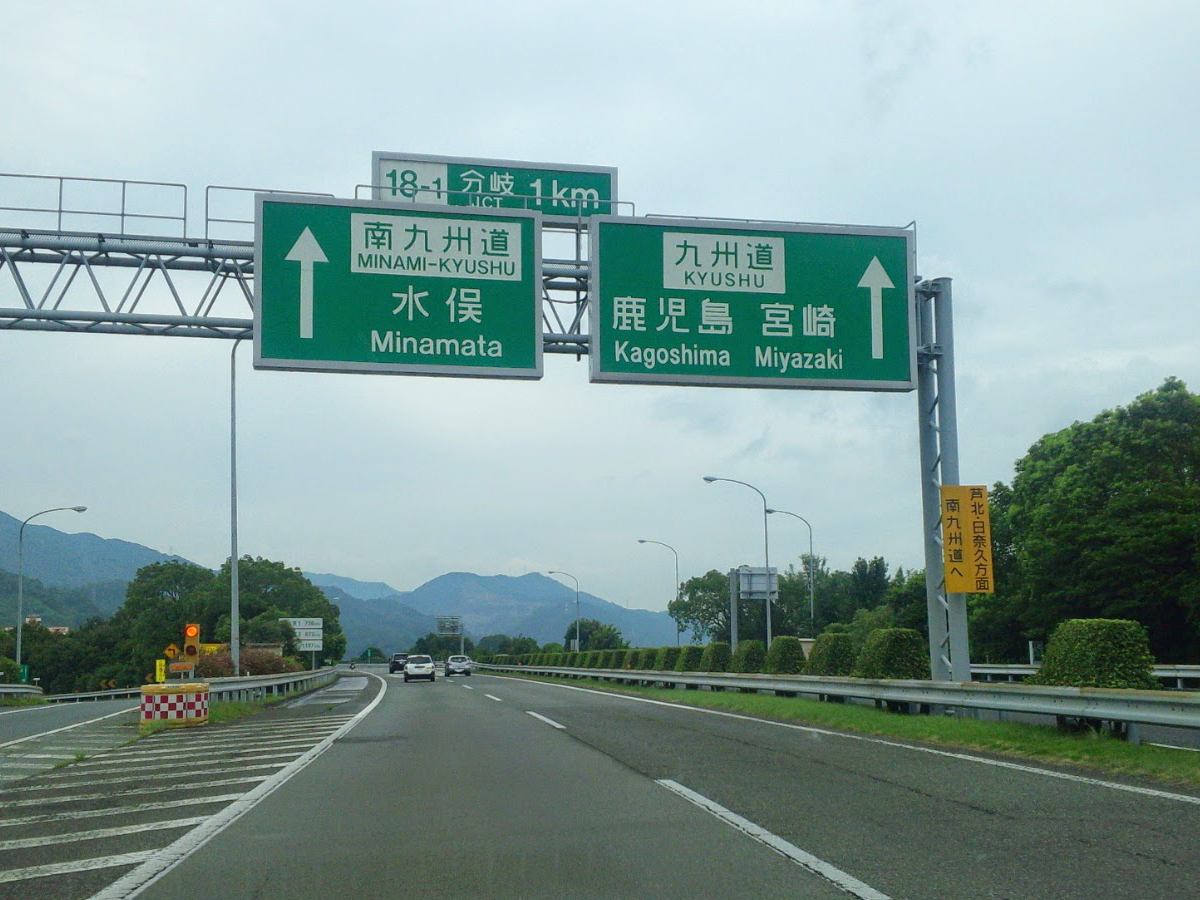
八代IC付近（下り線）
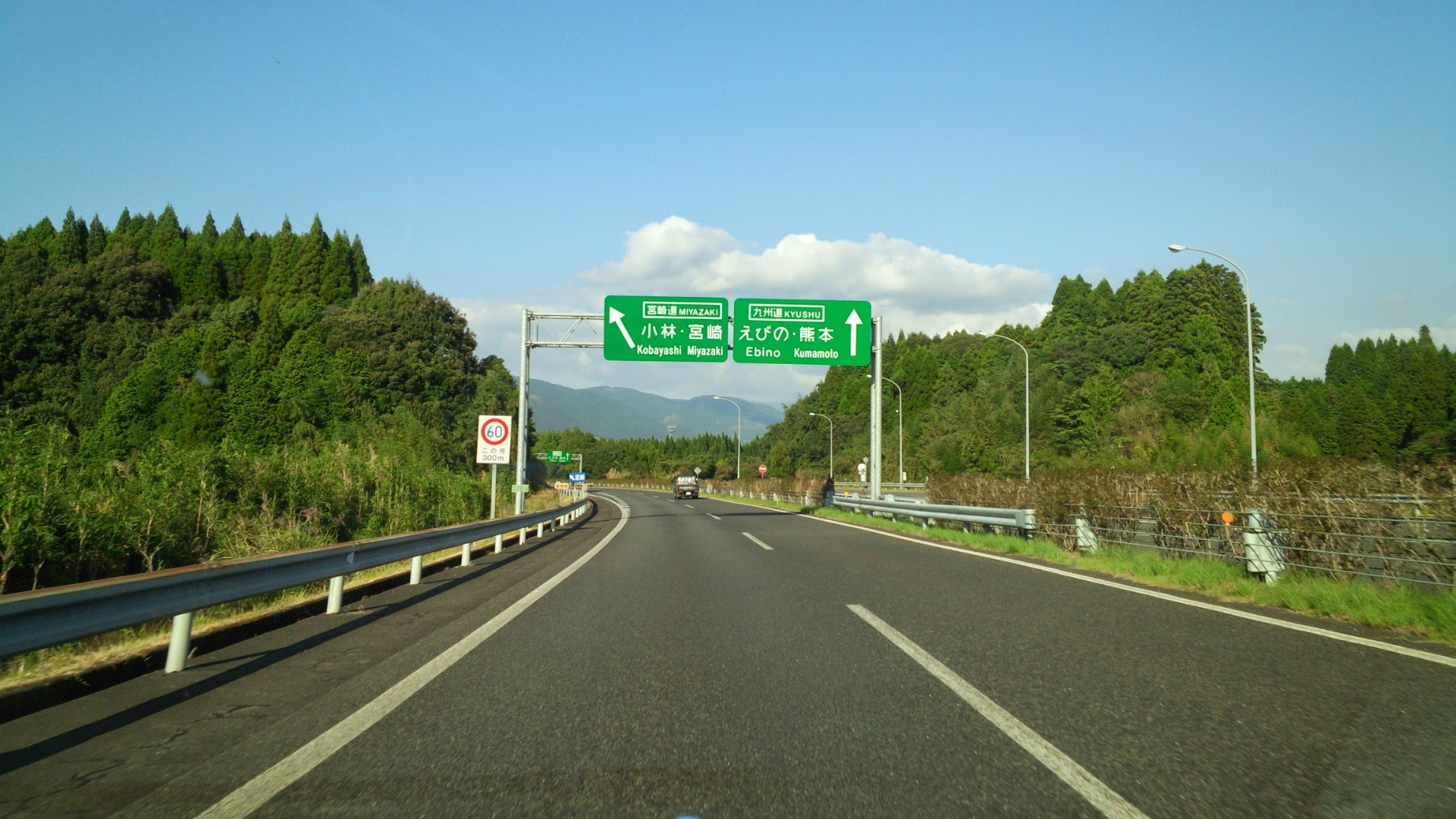
えびのJCT付近（上り線）
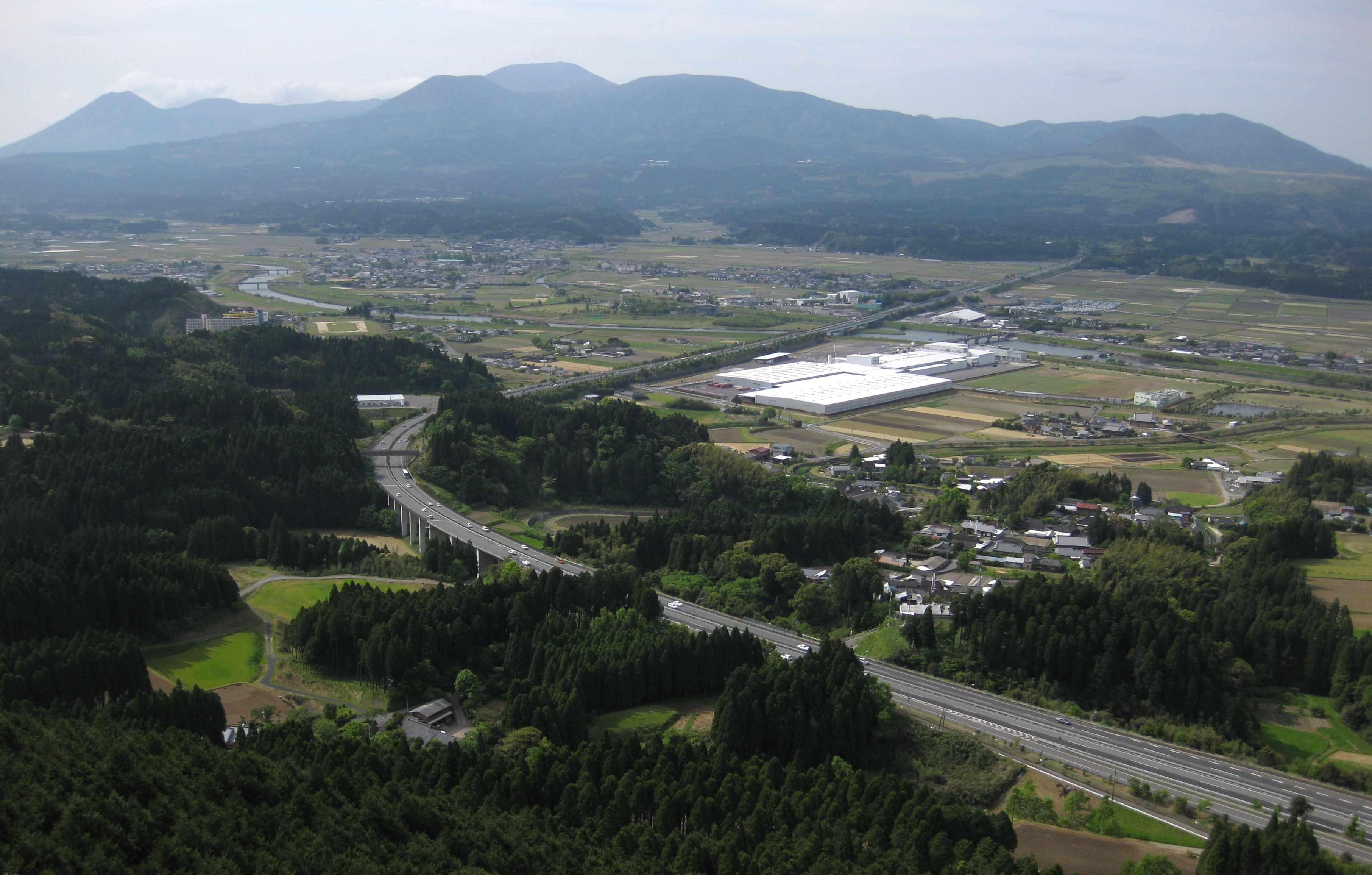
えびのIC付近
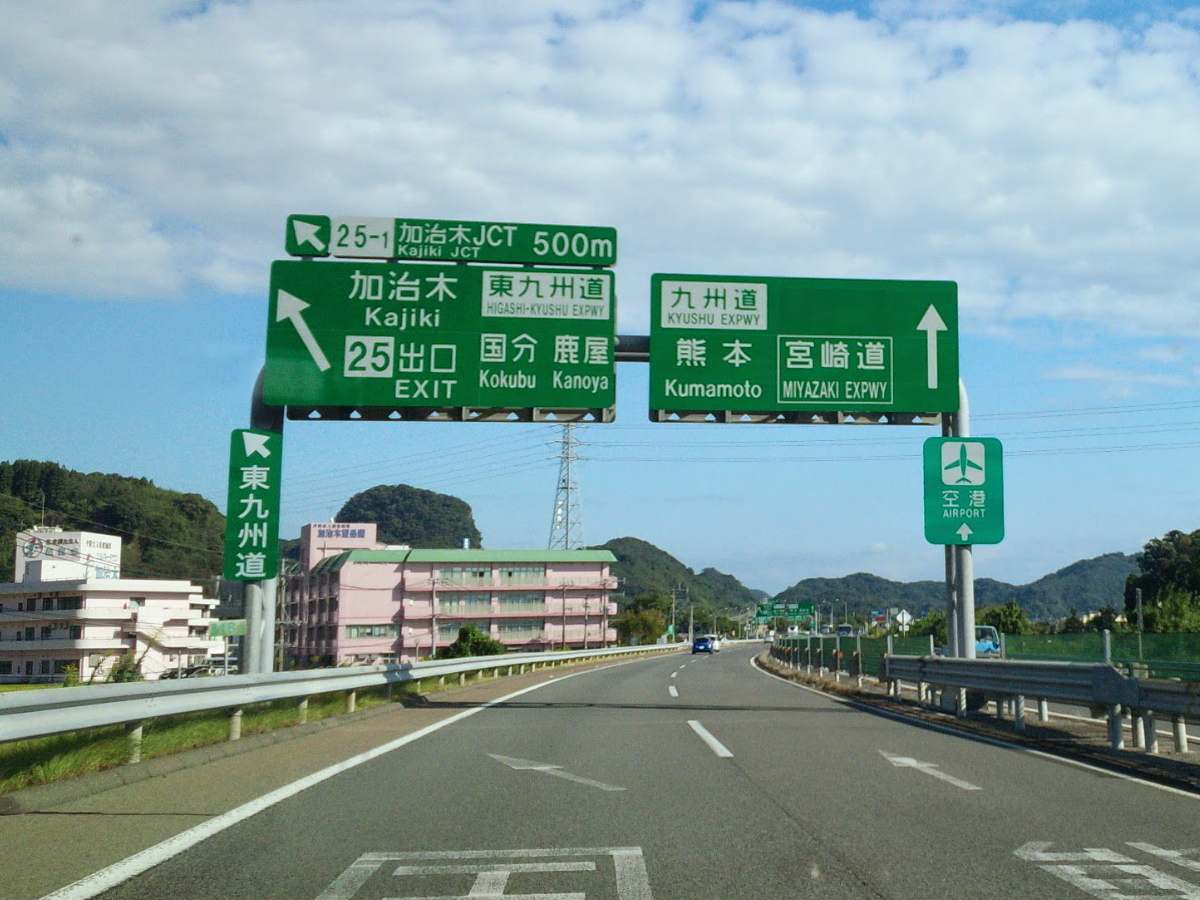
加治木JCT付近（上り線）
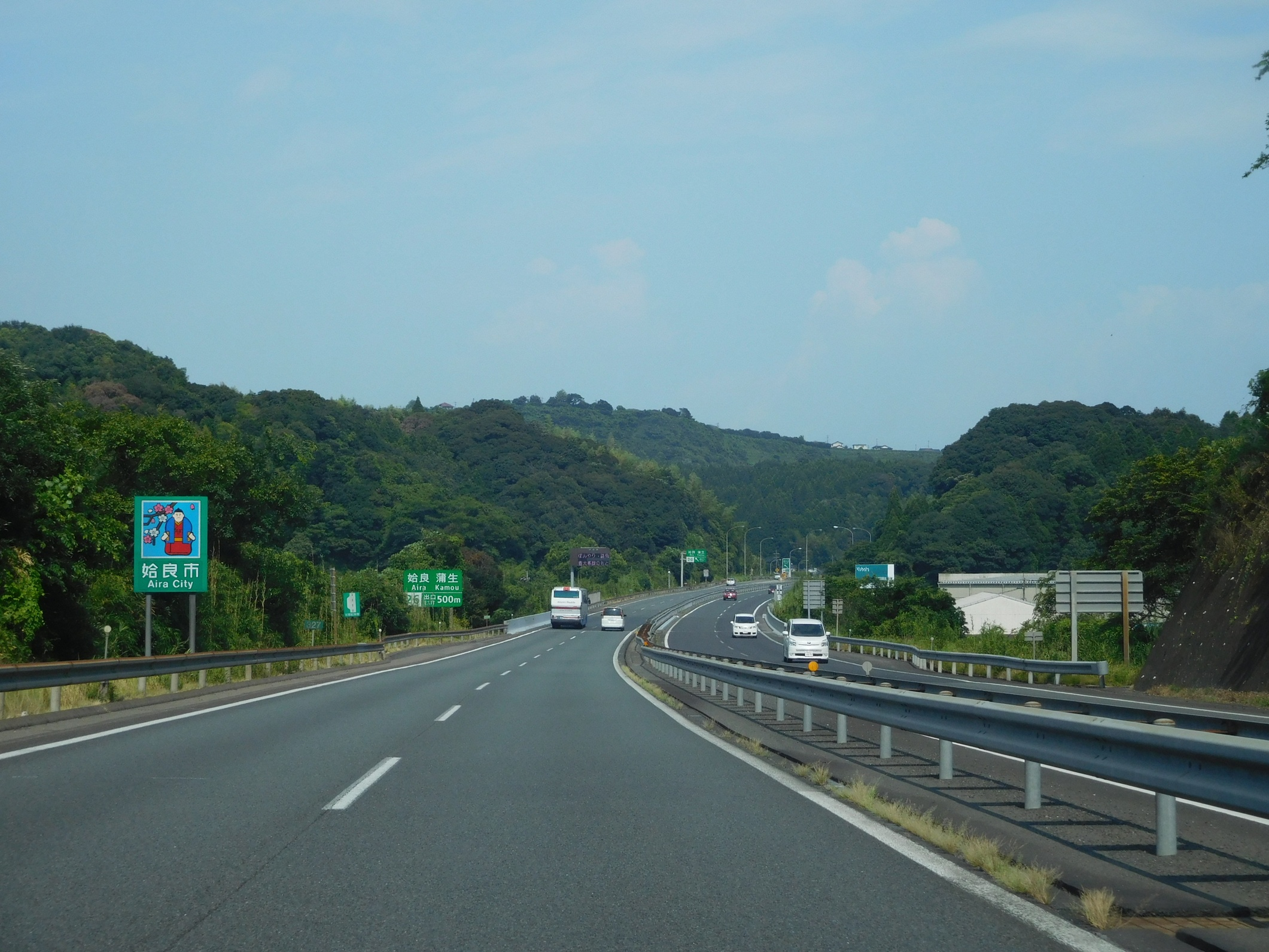
鹿児島県姶良市・鹿児島市境（上り線）
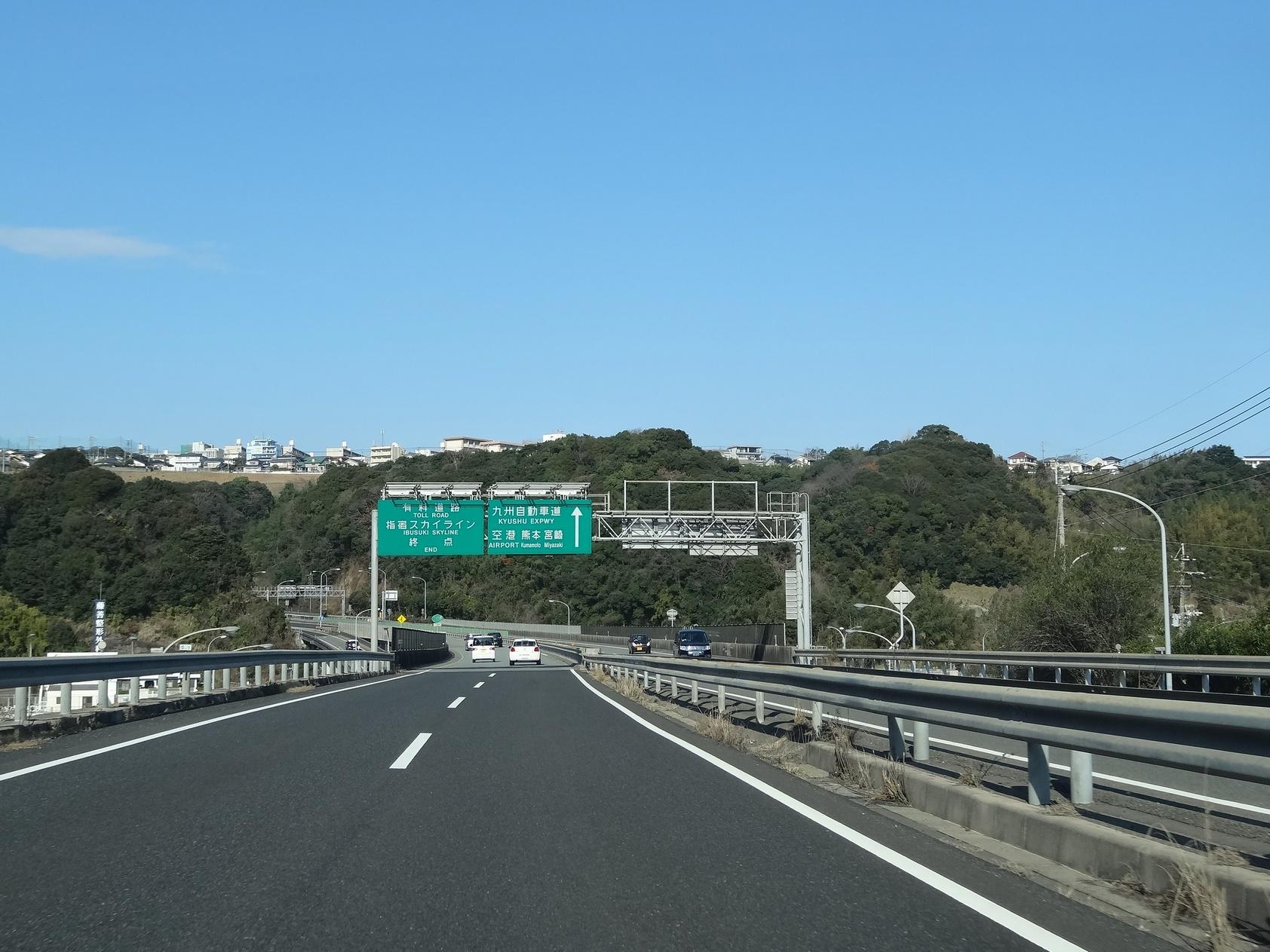
終点・鹿児島IC（上り線）